# Lista de recordes mundiais
Esta é uma lista de recordes mundiais, organizada por categorias.

## Seres humanos

### Anatomia
|                                       | Nome                                    | Nacionalidade  | Ano       | Detalhes                                                                   | Ref    | Imagem |
| ------------------------------------- | --------------------------------------- | -------------- | --------- | -------------------------------------------------------------------------- | ------ | ------ |
| Homem mais alto                       | Robert Wadlow                           | Estados Unidos | 1940      | 2,74 m                                                                     |        |        |
| Homem mais alto na atualidade         | Sultan Kösen                            | Turquia        | 1982      | 2,51 m                                                                     |        |        |
| Mulher mais alta                      | Zeng Jinlian                            | China          | 1964-1982 | Media 2,48 m.                                                              | [ 1 ]  |        |
| Mulher mais alta na atualidade        | Siddiqa Parveen                         | Índia          |           | Mede 2,34 m.                                                               | [ 2 ]  |        |
| Homem mais baixo                      | Chandra Bahadur Dangi                   | Nepal          |           | Mede 54,6 cm.                                                              | [ 3 ]  |        |
| Mulher mais baixa                     | Pauline Musters                         | Países Baixos  |           | Media 58 cm.                                                               | [ 4 ]  |        |
| Gêmeos idênticos mais baixos          | Irmãos Rice                             | Estados Unidos |           | Mediam 86 cm.                                                              |        |        |
| Homem mais pesado                     | Jon Brower Minnoch                      | Estados Unidos |           | 635 kg                                                                     |        |        |
| Mulher mais pesada                    | Carol Yager                             | Canadá         |           | 545 kg                                                                     |        |        |
| Maior cabelo                          | Allia Nasyrova                          | China          |           | 5.627 cm                                                                   |        |        |
| Maior língua                          | Channel Taper                           | Estados Unidos |           | 10 cm                                                                      |        |        |
| Menor cintura                         | Cathie Jung                             | Estados Unidos |           | 38 cm                                                                      | [ 5 ]  |        |
| Maior número de dedos                 | Akshat Saxena                           | Índia          | 2011      | 34 no total, 14 dedos nas mãos (7 em cada) e 20 dedos nos pés (10 em cada) |        |        |
| Maior unha                            | Lee Redmond                             | Estados Unidos |           | 7,51 m no total, 89 cm no polegar direito                                  | [ 7 ]  |        |
| Maior pelo de orelha                  | Radhakant Bajpai                        | Índia          |           | 13,2 cm                                                                    | [ 8 ]  |        |
| Maior nariz                           | Mehmet Ozyurek                          | Turquia        |           | 8,8 cm                                                                     | [ 9 ]  |        |
| Maior boca                            | Francisco Domingo Joaquim               | Angola         |           | 17 cm                                                                      |        |        |
| Homem com a maior barba na atualidade | Sarwan Singh                            | Índia          |           | 2,36 m                                                                     |        |        |
| Maiores peitos naturais               | Annie Hawkins (pseudônimo: Norma Stitz) | Estados Unidos |           | 177,8 cm                                                                   | [ 10 ] |        |
| Bebê com maior peso no nascimento     | Chun Chun                               | China          |           | 7,04 kg                                                                    | [ 11 ] |        |

### Filhos/Gravidez
|                                                         | Nome                             | Nacionalidade    | Ano  | Detalhes | Ref    | Imagem                           |
| ------------------------------------------------------- | -------------------------------- | ---------------- | ---- | --- | ------ | -------------------------------- |
| Casal que teve mais filhos                              | Sr. e Sra. Feodor Vassilyev      | Rússia           |      | 69 filhos, em 27 nascimentos (16 pares de gêmeos, 7 trigêmeos e 4 quadrigêmeos). | [ 12 ] |                                  |
| Homem que teve mais filhos                              | Mulei Ismail                     | Marrocos         |      | 888 filhos (548 meninos e 340 meninas). Foi sultão do Marrocos, e teve um total de 500 esposas, segundo se crê.                                                                          | [ 13 ] |                                  |
| Mulher que teve mais filhos                             | Mrs. Vassilyev                   | Rússia           |      | Mrs. Vassilyev, cujo nome é desconhecido, detém o recorde de filhos, um total de 69, sendo 16 pares de gêmeos, 7 conjuntos de trigêmeos e 4 conjuntos de quadrigêmeos entre 1725 e 1765. |        |                                  |
| Mulher mais velha a ter um filho (com idade registrada) | Maria del Carmen Bousada de Lara | Predefinição:Esp | 2006 | 66 anos | [ 14 ] |                                  |
| Mulher mais jovem a ter um filho                        | Lina Medina                      | Peru             | 1938 | Teve um filho aos cinco anos de idade, sete meses e 21 dias | [ 15 ] | Ficheiro:Lina Medina grávida.jpg |

### Construções

#### Parques de Diversões / Parques Temáticos
|                                                  | Nome                                                          | Nacionalidade  | Ano  | Detalhes | Ref    | Imagem |
| ------------------------------------------------ | ------------------------------------------------------------- | -------------- | ---- | --- | ------ | ------ |
| Maior parque temático                            | Walt Disney World                                             | Estados Unidos |      | 121.729.441 m² |        |        |
| Montanha-russa com a maior queda vertical        | Montanha Russa Kingda Ka, no parque Six Flags Great Adventure | Estados Unidos |      | Mede 127,4 m e atinge uma velocidade máxima de 206 km/h. | [ 16 ] |        |
| Montanha-russa mais íngreme                      | Montanha Takabisha                                            | Japão          |      | A queda é de mais de 40 m em um ângulo de 121º. A subida inicial até o ponto mais alto é feita no ângulo de 90º, como se os carrinhos estivessem escalando uma parede. Após atingir o cume, vem a descida vertiginosa e a velocidade máxima, que pode chegar aos 160 km/h. | [ 17 ] |        |
| Montanha-russa com mais inversões                | Colossus – Thorpe Park                                        | Estados Unidos |      | É a montanha russa com mais inversões, maior velocidade (104 km/h), maior pista (1300 metros) e maior queda (44 metros) do mundo. | [ 18 ] |        |
| Montanha-russa invertida com mais inversões      | Montu                                                         | Estados Unidos |      | Sete inversões. | [ 18 ] |        |
| Montanha-russa com mais loopings                 | Olympia looping                                               | Alemanha       |      | 5 loopings. | [ 18 ] |        |
| Montanha-russa mais longa                        | Kraken (SeaWorld Orlando)                                     | Estados Unidos |      | 1273,1 m | [ 18 ] |        |
| Montanha-russa invertida mais alta e mais rápida | Alpengeist (Busch Gardens Europe)                             | Estados Unidos |      | Altura máxima: 59,4 m, Tamanho: 1166,8 m, Velocidade máxima: 107,8 km/h | [ 18 ] |        |
| Montanha-russa mais rápida                       | Incredible Hulk Coaster                                       | Estados Unidos |      | 107 km/h | [ 18 ] |        |
| Maior toboágua                                   | Kilimanjaro - Aldeia das Águas                                | Brasil         | 1999 | 49,9 metros de altura | [ 19 ] |        |

#### Outros
|                                                                                              | Nome                                                                   | Nacionalidade          | Ano  | Detalhes | Ref           | Imagem |
| -------------------------------------------------------------------------------------------- | ---------------------------------------------------------------------- | ---------------------- | ---- | --- | ------------- | ------ |
| Maior sumidouro do mundo                                                                     | Glory Hole, ou Sumidouro de Monticello                                 | Estados Unidos         |      | Construído em 1957. | [ 20 ]        |        |
| Cinema mais antigo do mundo ainda em funcionamento                                           | Kino Pionier 1909                                                      | Polónia                |      | Funciona desde 1909. | [ 21 ]        |        |
| Maior Zoológico do mundo                                                                     | Zoologischer Garten                                                    | Alemanha               |      | Abriga 12,6 mil bichos de quase 1.400 espécies. | [ 22 ]        |        |
| Maior teatro do mundo (capacidade de telespectadores)                                        | Renmin Dahuitagn                                                       | China                  | 1959 | Consegue abrigar até 10 mil pessoas | [ 23 ]        |        |
| Maior teatro do mundo (área total)                                                           | Cidade-Teatro de Fazenda Nova                                          | Brasil                 | 1968 | 100 mil metros quadrados | [ 23 ]        |        |
| Maior oleoduto do mundo                                                                      | Oleoduto de Drujba                                                     | Rússia                 |      | |               |        |
| Maior Banco de Dados Genealógico do mundo                                                    | Sociedade Genealógica de Utah                                          | Estados Unidos         |      | São mais de dois milhões de microfilmes |               |        |
| Maior Sino já construído                                                                     | Tsar Kolokol                                                           | Rússia                 |      | Pesa 222 toneladas, tem uma altura de 6,14 m e um diâmetro de 6,6m. |               |        |
| Maior Estátua do mundo                                                                       | Estátua da Unidade                                                     | Índia                  |      | 182 m. | [ 24 ]        |        |
| Maior Escultura do mundo                                                                     | B of the Bang, de Thomas Heatherwick                                   | Inglaterra             |      | Tem 55 m de altura. A estuta inclina-se num ângulo maior do que a Torre Piza. | [ 16 ]        |        |
| Maior Pirâmide do Mundo                                                                      | Pirâmide de Tepanapa                                                   | México                 |      | O maior monumento e simultâneamente a maior pirâmide em termos de volume do mundo segundo o Livro Guinness dos Recordes. O seu volume total estima-se em 4,45 milhões de m³, cerca de 30% maior que o da pirâmide de Quéops, no Egito.                              | [ 25 ]        |        |
| Mais alta Pirâmide do Mundo                                                                  | Pirâmide de Quéops                                                     | Egito                  |      | Sua altura original era de 146,60 metros, mas atualmente é de 137,16 m, pois falta parte do seu topo e o revestimento. | [ 25 ]        |        |
| Cidade mais antiga ainda existente                                                           | Jericó                                                                 | Palestina              |      | Mais de 10.000 anos. | [ 26 ]        |        |
| Cidade mais antiga continuamente habitada do mundo                                           | Damasco                                                                | Síria                  |      | Escavações comprovam uma ocupação contínua de mais de 5.000 anos | [ 26 ]        |        |
| Maior Parque Urbano do Mundo                                                                 | Aterro do Flamengo                                                     | Brasil                 |      | É considerado o maior parque urbano do mundo, com área de 1,2 milhão m². | [ 27 ]        |        |
| Subida mais íngreme do mundo                                                                 | Baldwin Street                                                         | Nova Zelândia          |      | De acordo com o Guinness, para cada 2,86 metros percorridos na horizontal, a altura aumenta em 1 metro. Ela tem 350 metros de extensão. Na sua máxima inclinação a rua Baldwin tem cerca de 1:2,86 (19° ou 35%)                                                     | [ 28 ]        |        |
| Maior rua do mundo                                                                           | Yonge Street                                                           | Canadá                 |      | Aproximadamente 61.6 km | [ 29 ]        |        |
| Menor rua do mundo                                                                           | Ebenezer Place                                                         | Escócia                |      | 2,06 metros. | [ 30 ]        |        |
| Rua mais estreita do mundo                                                                   | Spreuerhofstraße                                                       | Alemanha               |      | Ele varia de 31 centímetros (12 pol) no ponto mais estreito a 50 centímetros (20 polegadas) no seu mais largo | [ 31 ]        |        |
| Rua mais larga do mundo                                                                      | 9 de julho                                                             | Argentina              |      | | [ 32 ]        |        |
| Rua com mais zigue-zague do mundo                                                            | Lombard Street                                                         | Estados Unidos         |      | Lombard Street é a rua mais torta do mundo e localiza-se em São Francisco. Limite de velocidade é de apenas cinco milhas por hora e possui somente um sentido de circulação (descida)                                                                               | [ 33 ]        |        |
| Monumento mais visitado do Mundo                                                             | Torre Eiffel                                                           | França                 |      | Recebe cerca de seis milhões de turistas ao ano. |               |        |
| Torre Mais Inclinada do Mundo                                                                | Capital Gate                                                           | Emirados Árabes Unidos | 2010 | Inclinação de 18 graus a Oeste. 4 vezes mais inclinada que a Torre de Pisa | [ 34 ]        |        |
| Mais alto obelisco do mundo                                                                  | Monumento a Washington                                                 | Estados Unidos         |      | Washington, 169 metros. |               |        |
| Mais alta estátua do Mundo                                                                   | Cristo Redentor                                                        | Brasil                 |      | 38 m de altura a 710 m do nível do mar |               |        |
| Maior tunel urbano do Mundo                                                                  | Túnel Rebouças                                                         | Brasil                 |      | 2.700 metros de comprimento | [ 35 ]        |        |
| Maior Aeroporto do Mundo                                                                     | Aeroporto Internacional de Pequim                                      | China                  |      | Quase 1.000.000 de metros quadrados e a capacidade de movimentar 76 milhões de passageiros. |               |        |
| Menor Aeroporto do Mundo                                                                     | Aeroporto de Knuffingen                                                | Alemanha               |      | 150 m2. | [ 36 ]        |        |
| Aeroporto comercial mais ao norte do planeta                                                 | Aeroporto de Svalbard                                                  | Noruega                |      | | [ 37 ]        |        |
| Único aeroporto do mundo em que sua pista de pouso e decolagem é de areia e fica numa praia. | Aeroporto de Barra (Escócia)                                           | Escócia                |      | | [ 38 ]        |        |
| Aeroporto mais perigoso do mundo                                                             | Aeroporto Internacional da Madeira                                     | Portugal               |      | De um lado, a montanha; do outro, o mar; e um perigo ainda maior, que ninguém vê: o vento. | [ 39 ]        |        |
| Maior Porto do Mundo                                                                         | Porto de Singapura                                                     | Singapura              |      | |               |        |
| Maior Terminal Rodoviário do mundo                                                           | Estação rodoviária central de Tel Aviv                                 | Israel                 |      | Tem uma área coberta é 197 600 m², mais 34 000 m² ao ar livre, 7 pisos, 29 elevadores e mais de 1000 lojas, que fazem dele o maior centro comercial de Israel. O movimento médio diário era, em 1993, de 5 000 autocarros e 150 000 passageiros.                    | [ 40 ] [ 41 ] |        |
| Maior Arquipélago criado pelo homem                                                          | Mapa Mundi em Dubai                                                    | Emirados Árabes Unidos |      | | [ 42 ]        |        |
| Maior Cassino do mundo                                                                       | The Venetian (Macau)                                                   | Macau                  |      | 51 mil m² de cassino — o maior do mundo — com 3.400 máquinas de jogos e 800 mesas de jogos |               |        |
| Maior Museu Marítimo do mundo                                                                | National Maritime Museum                                               | Inglaterra             |      | |               |        |
| Maior Castelo Medieval do Mundo                                                              | Castelo de Praga                                                       | Tchecoslováquia        |      | Tem 70 mil metros quadrados de área - cerca de dez campos de futebol. | [ 43 ]        |        |
| Igreja mais alta                                                                             | Catedral de Ulm                                                        | Alemanha               |      | Ulm, 161,5 metros |               |        |
| Maior igreja católica romana do mundo                                                        | Basílica de Nossa Senhora da Paz de Yamoussoukro                       | Costa do Marfim        |      | 18.000 pessoas sentadas e 100.000 do lado de fora | [ 44 ]        |        |
| Maior mesquita do mundo                                                                      | Mesquita de Shah Feisal                                                | Paquistão              |      | 35.000 lugares dentro e 150.000 do lado de fora | [ 44 ]        |        |
| Maior Monumento Budista do mundo                                                             | Borobodur                                                              | Ilha de Java           |      | Em uma área de 10 km² se conservam mais de 25 templos budistas e hindus |               |        |
| Maior ponte do mundo                                                                         | Ponte Qingdao Haiwan                                                   | China                  |      | Na província de Shandong, na China, 42.500 km |               |        |
| Ponte estaiada mais alta do mundo                                                            | Ponte Baluarte                                                         | México                 |      | A ponte se estende por 1124 m atingindo uma altura de 520 m até o topo dos cabos estaiados. Com uma altura de 402.6 (maior vão livre) até o nível da pista, a ponte Baluarte é a ponte estaiada mais alta do mundo e a segunda mais alta dentre as pontes em geral. | [ 45 ]        |        |
| Ponte mais alta do mundo                                                                     | Ponte Anzhaite                                                         | China                  | 2012 | fica a 335 metros do chão. Localizada sobre o Cânion Dehang, com uma extensão de mais de 1100 metros. | [ 46 ]        |        |
| Ponte mais larga do mundo                                                                    | Ponte da Baía de Sydney                                                | Austrália              |      | Inaugurada em março de 1932, é a mais larga do mundo, com 49 metros. Dispõe de um complexo sistema de articulações. | [ 47 ]        |        |
| Poço mais profundo                                                                           | Poço Superprofundo de Kola                                             | Rússia                 |      | Península de Kola, 12.262 m. Mais profundo que as Fossa das Marianas |               |        |
| Maior casa construída em cima de árvores                                                     | The Treehouse - The Way, localizada na cidade de Crossville, Tennessee | Estados Unidos         | 2004 | A casa está sustentada em 6 árvores e tem 10 andares. Demorou 11 anos para ser terminada | [ 48 ] [ 49 ] |        |
| Menor casa construída em terreno                                                             | "Casa Pequena"                                                         | Canadá                 |      | 28 metros quadrados | [ 50 ]        |        |
| Menor casa do mundo                                                                          | Jay Shafer's Tiny House                                                |                        |      | A menor casa habitada do mundo tem 9 metros quadrados e possuí uma lareira compacta, uma pequena cozinha, um banheiro minúsculo e um quartinho. Ela é classificada como reboque, pois fica sobre rodas.                                                             | [ 51 ]        |        |
| Viaduto mais alto                                                                            | Viaduto de Millau                                                      | França                 |      | 342 m de altura, maior que os 324 m da Torre Eiffel |               |        |
| Edifício mais alto do mundo                                                                  | Burj Khalifa                                                           | Emirados Árabes Unidos |      | Dubai, 818 m |               |        |
| Torre mais alta do mundo                                                                     | Tokyo Sky Tree                                                         | Japão                  |      | 634 m | [ 52 ]        |        |
| Maior hotel do mundo                                                                         | MGM Grand Las Vegas                                                    | Estados Unidos         |      | Las Vegas. 6.276 quartos |               |        |
| Hotel mais caro do mundo                                                                     | Burj Al Arab                                                           | Emirados Árabes Unidos |      | Único 7 estrelas. Quarto mais barato = US$1.000/noite. Mais caro (Royal Suite): US$28.000/noite. |               |        |
| Casa mais cara do mundo                                                                      | Updown Court                                                           | Inglaterra             |      | Conta com cinco piscinas, 103 cômodos entre salas e quartos, um heliporto e uma área estimada em 23 hectares. | [ 53 ]        |        |
| Maior palácio do mundo                                                                       | Palácio do Parlamento                                                  | Roménia                |      | 350.000 m² |               |        |
| Maior estádio coberto do mundo                                                               | Novo Estádio de Wembley                                                | Inglaterra             |      | Capacidade para 90.000 pessoas. |               |        |
| Maior estrutura suportada                                                                    | Plataforma Mars                                                        | Estados Unidos         |      | Golfo do México, 990,6 m |               |        |
| Maior piscina do mundo                                                                       | San Alfonso del Mar                                                    | Chile                  |      | Algarrobo, 1.013 m |               |        |
| Maior piscina coberta do mundo                                                               | World Water Park                                                       | Canadá                 |      | 20.000 m2 | [ 44 ]        |        |
| Piscina mais funda do mundo                                                                  | Nemo 33                                                                | Bélgica                | 2004 | 33 metros de profundidade, o equivalente a um prédio de 11 andares! | [ 54 ]        |        |
| Maior Shopping do Mundo (número de lojas)                                                    | South China Mall                                                       | China                  |      | 2.350 lojas |               |        |
| Maior Shopping do Mundo (área total construída)                                              | Dubai Mall                                                             | Emirados Árabes Unidos |      | 350.000 m2 |               |        |
| Mais pesado objeto já construído pelo homem                                                  | Plataforma Troll                                                       | Noruega                |      | vazia, pesa 656 mil toneladas. | [ 55 ]        |        |
| Maior hidrelétrica do mundo                                                                  | Hidrelétrica de Três Gargantas                                         | China                  |      | 22.500 MW - Em construção. A maior pronta é Itaipu Binacional, entre Brasil e Paraguai |               |        |
| Maior Túnel (ferroviário) do mundo                                                           | Túnel de Gothard                                                       | Suíça                  | 2010 | 57 km - Em construção (a concluir em 2017) | [ 56 ]        |        |
| Maior Túnel (metroviário) do mundo                                                           | Metro de Barcelona                                                     | Espanha                | 2010 | Terá 113 km, dividido em 11 linhas atendendo 148 estações. |               |        |
| Maior complexo de escritórios comerciais do mundo                                            | Chicago Merchandise Mart                                               | Estados Unidos         |      | |               |        |
| O objeto mais redondo já criado pelo homem                                                   | Giroscopio da sonda Gravity Probe, feita por Don Harley                | Estados Unidos         | 2004 | Tem o tamanho de uma bola de ping pong e, na sua superfície, não tem variações maiores de 40 átomos (menos de 10 nanômetros). | [ 57 ]        |        |
| Maior área tombada do mundo                                                                  | Brasília                                                               | Brasil                 |      | 112,25 quilômetros quadrados | [ 58 ]        |        |
| Maior presépio animado do mundo                                                              | Presépio Cavalinho                                                     | Portugal               |      | 7.000 figuras dispostas numa área de 1.500 metros quadrados. Recebe uma visitação de 200mil pessoas/ano. | [ 59 ]        |        |

### Tecnologia
|                                                                    | Nome | Nacionalidade  | Ano  | Detalhes | Ref    | Imagem |
| ------------------------------------------------------------------ | --- | -------------- | ---- | --- | ------ | ------ |
| Computador mais veloz do mundo                                     | IBM Roadrunner | Estados Unidos |      | 372.000 m2, formado por 6.480 processadores. | [ 44 ] |        |
| Processador mais rapido do mundo                                   | Intel Core i7 | Estados Unidos | 2008 | 40% maior que a dos seus antecessores | [ 60 ] |        |
| Recorde mundial de Overclock                                       | Andre Yang, com um processador FX-8150, 2 GB de RAM e uma placa-mãe ASUS Crosshair V Formula                             | Estados Unidos |      | 8461,51 MHz | [ 61 ] |        |
| Maior provedor de Internet do mundo                                | NTT DoCoMo | Japão          |      | 45 milhoes de assinantes | [ 60 ] |        |
| Maior velocidade de conexão à Internet por terra                   | tecnologia 4k (ultra definição) em cinemas, com velocidade da conexão para transmitir o filme ao vivo para 3 continentes | Brasil         |      | 10Gb/s | [ 60 ] |        |
| Site mais acessado do mundo                                        | Google | Estados Unidos |      | média de 63.029.848 visitantes únicos por dia. | [ 60 ] |        |
| Aparelho celular mais leve do mundo                                | Modu Phone | Israel         |      | 40 gramas e tem menos de 7 cm. | [ 60 ] |        |
| Máquina Fotográfica mais Cara da História                          | Leica O-Séries | Estados Unidos | 2012 | Leiloada por US$ 2,78 milhões. Este valor é muito acima do lance inicial, que era de aproximadamente US$ 500 mil.                                                               | [ 62 ] |        |
| Maior velocidade atingida por um robô com pernas                   | Robo Guepardo, criado pela empresa Boston Dynamics, através do programa M3                                               |                |      | 28,97 km/h. | [ 63 ] |        |
| Recorde mundial de campo magnético, gerado de forma não-destrutiva | Laboratório Nacional de Los Alamos                                                                                       | Estados Unidos |      | A combinação de seis experimentos diferentes gerou um campo de 100,75 teslas. Nota: 100 teslas equivale a 2 milhões de vezes a intensidade do campo magnético natural da Terra. | [ 64 ] |        |
| Recorde mundial de teletransporte de fótons                        | grupo de físicos da Universidade de Ciência e Tecnologia da China                                                        | China          | 2012 | Cientistas chineses teletranspotaram os fótons por 97 km, cruzando os fótons por um lago chinês.                                                                                | [ 65 ] |        |

### Entretenimento

#### Geral
|                                                           | Nome               | Nacionalidade  | Ano  | Detalhes               | Ref    | Imagem |
| --------------------------------------------------------- | ------------------ | -------------- | ---- | ---------------------- | ------ | ------ |
| Produto de Entretenimento Mais Vendido de Todos os Tempos | Grand Theft Auto V | Estados Unidos | 2013 | US$ 1 bilhão em 1 dia. | [ 66 ] |        |

#### Cinema
|                                                                                   | Nome                                                                         | Nacionalidade                                   | Ano            | Detalhes | Ref    | Imagem |
| --------------------------------------------------------------------------------- | ---------------------------------------------------------------------------- | ----------------------------------------------- | -------------- | --- | ------ | ------ |
| Filme mais barato já adquirido para ser distribuído por uma maior norte-americana | El Mariachi                                                                  | México/ Estados Unidos                          | 1992           | Orçamento: US$7.000,00. |        |        |
| Filme mais caro já produzido por Hollywood                                        | Avengers: Endgame                                                            | Estados Unidos                                  | 2019           | Orçamento: US$356.000.000,00. |        |        |
| Filme mais longo já produzido                                                     | The Cure for Insomnia (br: A Cura para a Insônia)                            | Estados Unidos                                  | 1987           | 5220 min (87h) | [ 67 ] |        |
| Filme mais longo já produzido por Hollywood                                       | Cleopatra                                                                    | Estados Unidos                                  | 1963           | 243 min (4h03m) | [ 67 ] |        |
| Filme mais longo postado no youtube                                               | The Longest Video on YouTube, postado por Jonathan Harchick                  | Estados Unidos                                  | 2011           | 571 horas e 101 segundos de duração – cerca de 23 dias e 19 horas | [ 68 ] |        |
| Filmes que mais ganharam Oscar                                                    | Ben-Hur Titanic O Senhor dos Anéis - O retorno do Rei                        | Estados Unidos · Estados Unidos · Nova Zelândia | 1959 1997 2003 | 11 estatuetas. Ben-Hur foi indicado em 12 categorias, Titanic foi indicado em 14 categorias e O Senhor dos Anéis - O retorno do Rei foi indicados em 11 categorias.                                                           | [ 69 ] |        |
| Filmes com mais indicações sem ganhar um Oscar sequer                             | The Turning Point A Cor Púrpura                                              | Estados Unidos · Estados Unidos                 | 1977 1985      | Foram indicados em 11 categorias e não levaram um. |        |        |
| Filmes com mais indicações ao Oscar                                               | All About Eve (port: A Malvada) Titanic                                      | Estados Unidos · Estados Unidos                 | 1950 1997      | 14 indicações |        |        |
| Pessoa com maior número de indicações ao Óscar                                    | Walt Disney                                                                  | Estados Unidos                                  |                | 59 indicações |        |        |
| Pessoa que mais ganhou Oscar                                                      | Walt Disney                                                                  | Estados Unidos                                  |                | 26 (22 competindo e 4 honrarias) |        |        |
| Ator/Atriz que mais recebeu indicações ao Oscar                                   | Meryl Streep                                                                 | Estados Unidos                                  |                | 17 indicações (tendo vencido 3) |        |        |
| Ator/Atriz que mais ganhou Oscar                                                  | Katharine Hepburn                                                            | Estados Unidos                                  |                | 4 estatuetas |        |        |
| Pessoa que mais "perdeu" Oscar                                                    | Kevin O'Connell                                                              |                                                 |                | O editor de som Kevin O'Connell é considerado o maior perdedor do Oscar, pois já foi indicado ao prêmio 20 vezes e perdeu todas elas.                                                                                         | [ 70 ] |        |
| Ator/Atriz mais velho a ganhar Óscar                                              | Christopher Plummer, melhor ator coadjuvante, com o filme Toda Forma de Amor | Estados Unidos                                  |                | 82 anos | [ 71 ] |        |
| Ator/Atriz mais jovem a ganhar Óscar                                              | Tatum O'Neal, com o filme Paper Moon                                         | Estados Unidos                                  |                | 10 anos | [ 72 ] |        |
| Ator/Atriz mais jovem indicado ao Óscar                                           | Quvenzhané Wallis                                                            |                                                 | 2013           | 9 anos, pela atuação em 'Indomável Sonhadora' (2012) | [ 70 ] |        |
| Discurso mais longo de toda a história do Oscar                                   | Greer Garson                                                                 | Inglaterra                                      | 1943           | Ao ganhar sua primeira estatueta como Melhor Atriz pelo filme 'Rosa da Esperança', a atriz não se conteve e fez um discurso de agradecimento que durou quase 1 hora.                                                          | [ 70 ] |        |
| Ator/Atriz mais rentável de Hollywood                                             | Samuel L. Jackson                                                            | Estados Unidos                                  |                | Foi reconhecido pelo Livro dos Recordes como o ator mais rentável da história do cinema mundial. Pelo "Guinness World Records", seus filmes já arrecadaram um total de 7,4 bilhões de dólares (cerca de 13 bilhões de reais). | [ 73 ] |        |
| Filme mais lucrativo                                                              | Avengers: Endgame                                                            | Estados Unidos                                  | 2019           | Arrecadou US$ 2 795 486 053 em todo o mundo |        |        |
| Filme mais rentável                                                               | Atividade Paranormal                                                         | Estados Unidos                                  | 2009           | US$107.000.000,00 em bilheteria contra US$15.000,00 de produção. | [ 74 ] |        |
| Filme de suspense mais lucrativo                                                  | O Sexto Sentido                                                              | Estados Unidos                                  | 1999           | Arrecadou US$672.806.292,00 |        |        |
| Filme de terror mais lucrativo                                                    | A Bruxa de Blair                                                             | Estados Unidos                                  | 1999           | Arrecadou US$248.639.099,00 |        |        |
| Filme de animação contendo mais palavrões                                         | South Park - O Filme                                                         | Estados Unidos                                  | 1999           | 499 palavrões |        |        |

#### Rádio e Televisão
|                                                                   | Nome                   | Nacionalidade  | Ano  | Detalhes                                                                                                  | Ref    | Imagem |
| ----------------------------------------------------------------- | ---------------------- | -------------- | ---- | --- | ------ | ------ |
| Ator/Atriz que mais fez novelas                                   | Ana Rosa               | Brasil         |      | Em seu currículo somam 70 telenovelas, seja como protagonista, coadjuvante ou em participações especiais. | [ 75 ] |        |
| Ator/Atriz mais velho a atuar                                     | Johannes Heesters      | Países Baixos  | 2011 | atuou com 108 anos.                                                                                       | [ 76 ] |        |
| Mais duradoura série dramática                                    | Guiding Light          | Estados Unidos |      | Desde 1952                                                                                                |        |        |
| Mais duradouro programa de variedades                             | Programa Silvio Santos | Brasil         |      | Desde 1963                                                                                                |        |        |
| Mais duradouro programa de rádio semanal com o mesmo apresentador | Folksong Festival      | Estados Unidos |      | Desde 1945                                                                                                |        |        |
| Mais duradouro programa de culinária                              | Hasta La Cocina        | México         |      | Desde 1963                                                                                                |        |        |
| Mais duradouro talk show                                          | The Oprah Winfrey Show | Estados Unidos |      | Desde 8 de setembro de 1986                                                                               |        |        |
| Desenho animado mais assistido da história                        | The Simpsons           | Estados Unidos |      | |        |        |
| Seriado de televisão com mais convidados especiais                | The Simpsons           | Estados Unidos |      | |        |        |
| Série mais assistida                                              | El Chavo del Ocho      | México         |      | Desde 20 de junho de 1971                                                                                 |        |        |

#### Jogos / Jogos eletrônicos
|                                                          | Nome                           | Nacionalidade  | Ano  | Detalhes | Ref    | Imagem |
| -------------------------------------------------------- | ------------------------------ | -------------- | ---- | --- | ------ | ------ |
| Maior evento de games do mundo                           | Copa do Mundo Interativa FIFA  | Estados Unidos |      | 869.543 pessoas competindo | [ 77 ] |        |
| Maior arrecadação                                        | Call of Duty: Modern Warfare 3 | Estados Unidos | 2011 | Vendeu 6.5 milhões de unidades no primeiro dia de lançamento, gerando US$ 775 milhões no mundo todo.                                | [ 78 ] |        |
| Jogo mais vendido de todos os tempos                     | Tetris                         | Rússia         | 1984 | Vendeu 495 milhões de cópias |        |        |
| Máquina arcade mais bem sucedida de todos os tempos      | NBA Jam                        | Estados Unidos | 2008 | recorde inicial de um milhão de dólares no primeiro ano.                                                                            |        |        |
| Maior cachê por aparição em comercial de um jogo         | Helen Mirren                   | Inglaterra     | 2010 | recebeu o cachê de R$ 1.400.000 para aparecer em uma série de comerciais para a TV do Wii Fit                                       | [ 77 ] |        |
| Máximo de tempo jogando um MMORPG                        | Sara Lhadi                     | Estados Unidos | 2009 | gastou 16.799 horas jogando Runescape. Entre Novembro de 2004 e Outubro de 2009, jogou cerca de 9 horas e 20 minutos todos os dias. |        |        |
| Maior número de vitórias seguidas em ‘Street Fighter IV’ | Ryan Hart                      | Estados Unidos | 2010 | invencibilidade de 169 partidas no evento GAME                                                                                      | [ 77 ] |        |
| Maior coleção de consoles ainda em funcionamento         | Richard Lecce                  | Estados Unidos | 2008 | 483 itens, incluindo consoles, portáteis e mini-jogos de LCD                                                                        | [ 77 ] |        |
| Volta mais rápida em ‘Mario Kart Circuit 1’              | Sami Çetin                     |                | 2011 | recordes para as versões PAL e NTSC do jogo, com tempos de 58.34 segundos e 56.45 segundos, respectivamente                         | [ 79 ] |        |

##### Pontuação
|                                                                         | Nome        | Nacionalidade  | Ano               | Detalhes                                                                                            | Ref    | Imagem |
| ----------------------------------------------------------------------- | ----------- | -------------- | ----------------- | --------------------------------------------------------------------------------------------------- | ------ | ------ |
| Maior pontuação no ‘Guitar Hero III’ (categoria feminina)               | Annie Leung | Estados Unidos | 2010              | 789.349 pontos na música 'Through the Fire and Flames', no nível expert                             | [ 77 ] |        |
| Mais rápido fechamento do jogo pac-man                                  | Dave Race   | Estados Unidos | 2009              | Ele fechou uma partida perfeita do jogo (sim, existe isso) em 3 horas, 33 minutos e 12,69 segundos. | [ 80 ] |        |
| Pessoa mais jovem a alcançar pontuação maxima no Dance Dance Revolution | Ryota Wada  | Japão          | 2010              | Ele conseguiu a proeza com a música 'Hyper Eurobeat', com 9 anos e 288 dias de idade                | [ 77 ] |        |
| Maior número de pontuações perfeitas em ‘Wii Sports Bowling’            | John Bates  | Estados Unidos | entre 2006 e 2010 | 2.850 vezes                                                                                         | [ 77 ] |        |

#### Livros
|                                             | Nome                                                     | Nacionalidade  | Ano  | Detalhes | Ref.ª  | Imagem |
| ------------------------------------------- | -------------------------------------------------------- | -------------- | ---- | --- | ------ | ------ |
| Livro mais vendido de todos os tempos       | Bíblia                                                   |                |      | 4.000.000.000 a 6.000.000.000 cópias vendidas.                                                                         | [ 81 ] |        |
| Livro mais traduzido de todos os tempos     | Bíblia                                                   |                |      | 2400 línguas/dialetos                                                                                                  |        |        |
| Livro mais lido do mundo                    | Crime e Castigo, de Dostoiévski                          | Rússia         |      | | [ 82 ] |        |
| Autor mais publicado                        | L. Ron Hubbard                                           | Estados Unidos |      | | [ 83 ] |        |
| Maiores Escritores de Bestsellers de Ficção | William Shakespeare                                      | Inglaterra     |      | 4 bilhões de livros vendidos – 44 obras                                                                                |        |        |
| Autor com mais títulos de audiolivro        | L. Ron Hubbard                                           | Estados Unidos |      | | [ 83 ] |        |
| Maior Livro do Mundo                        | Livro sobre a legislação brasileira, de Vinícios Leôncio | Brasil         | 2011 | Pesa 6,2 toneladas para um total de 43.216 páginas, que, se enfileiradas, alcançariam uma distância de 95 quilômetros. | [ 84 ] |        |
| Menor Livro do Mundo                        |                                                          |                |      | Com 5 mm, o livro é pouco maior que um grão de arroz e suas páginas trazem a oração do Pai Nosso em várias línguas.    | [ 85 ] |        |
| Livro mais caro do Mundo                    | Codex Hammer, de Leonardo Da Vinci                       | Itália         | 1994 | Leiloado por 30,8 milhões de dólares em 1994, comprado por Bill Gates                                                  | [ 86 ] |        |
| Mais tempo girando um livro com o dedo      | Thaneshwar Guragai                                       | Nepal          | 2011 | 30 minutos | [ 87 ] |        |

#### Festas/Festivais
|                                                                                | Nome                                         | Nacionalidade       | Ano  | Detalhes | Ref     | Imagem |
| ------------------------------------------------------------------------------ | -------------------------------------------- | ------------------- | ---- | --- | ------- | ------ |
| Maior Festa Popular Do Mundo                                                   | Oktoberfest                                  | Munique, Alemanha   |      | Anualmente, cerca de seis milhões de visitantes participam no festival e na feira em Munique. | [ 88 ]  |        |
| Maior carnaval de rua do mundo                                                 | Salvador                                     | Brasil              |      | atrai 2 milhões de pessoas a cada ano. Incluindo 800 mil turistas, e gera 254 milhões de dólares em negócios. O carnaval dura seis dias e tem lugar em 26 km de vias públicas no centro da cidade, com cem blocos e trios elétricos. |         |        |
| Maior bloco de carnaval do mundo                                               | Galo da Madrugada                            | Brasil              | 1995 | arrasta cerca de 1,7 milhão de foliões anualmente. | [ 89 ]  |        |
| Maior Corso do Mundo                                                           | Corso do Zé Pereira                          | Brasil              | 2012 | O Corso do Zé Pereira foi reconhecido pelo Guinness Book como o maior desfile de carros decorados do mundo. É realizado anualmente na cidade de Teresina - PI                                                                        |         |        |
| Maior Festa Junina do Mundo                                                    | O Maior São João do Mundo                    | Campina Grande - PB | 2015 | | [ 90 ]  |        |
| Maior Festival de Música da História                                           | Rock in Rio                                  | Brasil              |      | |         |        |
| Maior Festival de Rock alternativo do mundo                                    | Goiânia Noise Festival                       | Brasil              |      | |         |        |
| Maior Festival de Heavy-metal do Mundo                                         | Wacken Open Air (W.O.A.)                     | Alemanha            |      | público foi recorde: mais de 70.000 pessoas do mundo inteiro | [ 91 ]  |        |
| Maior Festival de Música Eletrônica do Mundo                                   | Ultra Music Festival                         | Brasil              |      | presença de 30 mil pessoas. | [ 92 ]  |        |
| Maior Festival de Hip-hop do Mundo                                             | Juste Debout                                 | França              |      | | [ 93 ]  |        |
| Maior Festival de Jazz ao ar-livre do Mundo                                    | Monterey Jazz Festival                       | Estados Unidos      |      | | [ 94 ]  |        |
| Maior Festival de Reggae Music do Mundo                                        | Rototom Sunsplash                            | Espanha             |      | | [ 95 ]  |        |
| Maior Festival de Country Music do Mundo                                       | CMA Music Festival                           | Estados Unidos      |      | |         |        |
| Maior Festival Anual do Mundo                                                  | Coachella Valley Music and Arts Festival     | Estados Unidos      |      | média de 225 mil pagantes/ano. | [ 96 ]  |        |
| Maior Festival de Danças Orientais Árabes do Mundo                             | Mercado Persa                                | Brasil              |      | | [ 97 ]  |        |
| Maior Festival do Cinema do Mundo                                              | Festival de Cannes                           | França              |      | | [ 98 ]  |        |
| Maior Festival de Filmes Produzidos Por Estudantes do Mundo                    | Campus MovieFest                             | Estados Unidos      |      | | [ 99 ]  |        |
| Maior Festival Geek do Mundo                                                   | South by Southwest                           | Estados Unidos      |      | reúne anualmente 50.000 pessoas de todo o planeta, das quais ao menos 20.000 se registraram apenas para a área "Interactive", focada em mobilidade, games e redes sociais.                                                           | [ 100 ] |        |
| Maior Festival Erótico do Mundo                                                | Exotic Erotic Ball                           | Estados Unidos      |      | | [ 101 ] |        |
| Maior parada LGBT do mundo                                                     | Parada do orgulho LGBT de São Paulo          | Brasil              | 2006 | 2,5 milhões de participantes. | [ 102 ] |        |
| Maior Festival de Gastronomia do Mundo                                         | Brasil sabor                                 | Brasil              |      | conta com a participação de 54 estabelecimentos de alimentação fora do lar | [ 103 ] |        |
| Maior Festival de Arte e Cultura do Mundo                                      | Burning Man                                  | Estados Unidos      |      | conta com a participação de 54 estabelecimentos de alimentação fora do lar | [ 104 ] |        |
| Maior festival de pesca de água doce do mundo                                  | Festival Internacional de Pesca              | Brasil              |      | O festival ocorre todos os anos às margens do Rio Paraguai e, de acordo com os organizadores, o evento deverá reunir aproximadamente 30 mil pessoas por dia.                                                                         | [ 100 ] |        |
| Maior festival de flores do mundo                                              | Floriade                                     | Países Baixos       |      | | [ 105 ] |        |
| Maior festival de jardinagem do mundo                                          | Chelsea Flower Show                          | Inglaterra          |      | | [ 106 ] |        |
| Maior Festival de Esculturas de Areia do mundo                                 | Festival Internacional de Escultura em Areia | Portugal            |      | | [ 107 ] |        |
| Maior Festival de presépios artísticos em tamanho grande a céu aberto do mundo | Festival de Presépios                        | Brasil              |      | | [ 108 ] |        |
| Maior evento de humor do mundo                                                 | Salão Internacional de Humor de Piracicaba   | Brasil              |      | |         |        |

### Música
|                                                                | Nome | Nacionalidade  | Ano        | Detalhes | Ref             | Imagem |                                  |
| -------------------------------------------------------------- | --- | -------------- | ---------- | --- | --------------- | ------ | -------------------------------- |
| Música mais executada de todos os tempos                       | It's a Small World (After All) (Robert B. Sherman e Richard M. Sherman) | Estados Unidos |            | estima-se que tenha tocado mais de 50 milhões de vezes | [ 109 ]         |        |                                  |
| Álbum mais vendido                                             | Thriller (Michael Jackson) | Estados Unidos | 1982-atual | vendeu mais de 100 milhões de cópias | [ 110 ] [ 111 ] |        |                                  |
| Álbum de Trilha-sonora mais vendido                            | The Bodyguard (Whitney Houston) e outros | Estados Unidos | 1992-atual | 44 milhões de cópias vendidas |                 |        |                                  |
| Álbum Greatest Hits mais vendido                               | Eagles Greatest Hits (Eagles) | Estados Unidos | 1992-atual | 42 milhões de cópias vendidas |                 |        |                                  |
| Álbum Póstumo mais vendido                                     | Lioness: Hidden Treasures (Amy Winehouse) | Inglaterra     | 2011       | Vendeu cerca de 7 milhões de cópias. |                 |        |                                  |
| Álbum que ficou em 1º lugar em mais países                     | Confessions on a Dance Floor (Madonna) | Estados Unidos | 2005-atual | #1 em 41 países | [ 112 ]         |        |                                  |
| Álbum com Maior queda de vendas                                | MDNA (Madonna) | Estados Unidos | 2012       | 359 mil cópias na primeira semana e 46 mil na segunda - queda de 88%. | [ 113 ]         |        |                                  |
| Músico instrumental com mais discos vendidos da história       | Kenny G | Estados Unidos | atual      | Mais de 80 milhões de discos vendidos. |                 |        |                                  |
| Álbum de rock instrumental mais vendido                        | Surfing with the Alien (Joe Satriani) | Estados Unidos |            | disco de platina | [ 114 ]         |        |                                  |
| Álbum de estreia de um artista solo mais vendido               | ...Baby One More Time (Britney Spears) | Estados Unidos | 1998-atual | Mais de 35-40 milhões de cópias vendidas até 2012 (20 anos depois). |                 |        |                                  |
| Álbum de estreia (masculino) mais vendido                      | Some Gave All (Billy Ray Cyrus) | Estados Unidos | 1983       | vendeu mais de 20 milhões de cópias em todo o mundo |                 |        |                                  |
| Álbum de estreia (banda) mais vendido                          | Appetite for Destruction (Guns N' Roses) | Estados Unidos | 1987       | 28 milhões de cópias vendidas |                 |        |                                  |
| Cantora Mais Jovem com mais cópias vendidas                    | (Taylor Swift) | Estados Unidos | 2006-atual | Mais de 110 milhões de cópias vendidas desde sua estreia. |                 |        |                                  |
| Álbum gospel mais vendido                                      | The Preacher's Wife (Whitney Houston) | Estados Unidos | 1996-atual | |                 |        |                                  |
| Álbum Musical Mais Curto Já Gravado                            | (Earache World`s Shortest Album) | Estados Unidos | 2012-atual | São 13 músicas em um minuto e meio. | [ 115 ]         |        |                                  |
| Musical mais bem sucedido                                      | O Fantasma da Ópera (Andrew Lloyd Webber) | Inglaterra     | 1996-atual | |                 |        |                                  |
| Álbum com título mais comprido                                 | The boy bands have won, and all the copyists and the tribute bands and the TV talent show producers have won, if we allow our culture to be shaped by mimicry, whether from lack of ideas or from exaggerated respect. You should never try to freeze culture. What you can do is recycle that culture. Take your older brother’s hand-me-down jacket and re-style it, re-fashion it to the point where it becomes your own. But don’t just regurgitate creative history, or hold art and music and literature as fixed, untouchable and kept under glass. The people who try to ‘guard’ any particular form of music are, like the copyists and manufactured bands, doing it the worst disservice, because the only thing that you can do to music that will damage it is not change it, not make it your own. Because then it dies, then it’s over, then it’s done, and the boy bands have won (Chumbawamba) | Estados Unidos | 2008       | O título completo do álbum contém mais de 156 palavras e 876 caracteres, incluindo espaços... | [ 116 ]         |        |                                  |
| Canção/música com título mais comprido                         | The Sad But True Story Of Ray Mingus, The Lumberjack Of Bulk Rock City, And His Never Slacking Stribe In Exploiting The So Far Undiscovered Areas Of The Intention To Bodily Intercourse From The Opposite Species Of His Kind, During Intake Of All The Mental Condition That Could Be Derived From Fermentation (Rednex) | Estados Unidos | 2008       | O título completo da canção contém 52 palavras e 305 caracteres incluindo espaços... | [ 117 ]         |        |                                  |
| Álbum feminino mais vendido                                    | Come on Over (Shania Twain) | Canadá         | 1997-autal | vendeu mais de 40 milhões de cópias até 2010 (13 anos depois) | [ 118 ]         |        |                                  |
| Artista mais vendido de todos os tempos                        | Elvis Presley | Estados Unidos | 1954-1977  | 1,5 bilhão de gravações vendidas em todo o mundo (desde 1954) | [ 119 ] [ 120 ] |        |                                  |
| Artista feminina mais vendida de todos os tempos               | Madonna | Estados Unidos | 1982-atual | 300 milhões de álbuns vendidos em todo o mundo (desde 1982) | [ 121 ]         |        |                                  |
| Músico instrumental mais vendido do mundo                      | Kenny G | Estados Unidos |            | |                 |        |                                  |
| Álbum feminino que mais vendeu na primeira semana              | 25 (Adele) | Inglaterra     |            | 2,5 milhões de cópias apenas na primeira semana |                 |        |                                  |
| Celebridade mais jovem a ganhar uma estrela na Calçada da Fama | Britney Spears | Estados Unidos |            | 21 anos em 2003-atual |                 |        |                                  |
| Artista com álbuns consecutivos em primeiro lugar na Billboard | Britney Spears | Estados Unidos |            | 6 álbuns |                 |        |                                  |
| Cantora mais premiada em uma única noite                       | Adele | Inglaterra     |            | 12 Billboard Music Awards 2012 |                 |        |                                  |
| Rapper mais veloz                                              | Crucified | Estados Unidos |            | A música That Music, interpretada por ele, Crucified canta 25 sílabas por segundo |                 |        |                                  |
| Guitarrista mais veloz                                         | Tiago Della Vega | Brasil         |            | Toca a uma velocidade de 750BPM | [ 122 ]         |        |                                  |
| Baixista mais veloz                                            | Jayen Varma | Índia          |            | Consegue tocar ate 36 notas percussivas por segundo! | [ 123 ]         |        |                                  |
| Baterista mais veloz                                           | Mike Mangini | Estados Unidos |            | Mangini já conseguiu a marca de 1.247 toques por minuto. | [ 124 ]         |        |                                  |
| Maior bateria                                                  | Chad Smith (Red Hot Chili Peppers) | Estados Unidos |            | 308 peças |                 |        |                                  |
| Maior maratona de bateria                                      | Allister Brown |                |            | 102 horas e 45 minutos | [ 125 ]         |        |                                  |
| Maior lucro por um performer                                   | Britney Spears | Estados Unidos |            | 644 milhões de dólares com a venda dos ingressos das turnês e mais de 185 milhões de dólares com as mercadorias das suas turnês                                                                     |                 |        |                                  |
| Show mais profundo                                             | Katie Melua |                |            | 303m abaixo do nível do mar |                 |        |                                  |
| Grupo feminino com mais músicas no Top 10 Britânico            | Girls Aloud |                |            | |                 |        |                                  |
| Álbum infantil mais lucrativo                                  | Xou da Xuxa 3 (Xuxa) | Brasil         | 1980-atual | Mais de 10,5 milhões de discos vendidos |                 |        |                                  |
| Turnê Solo Mais Lucrativa                                      | Sticky & Sweet Tour (Madonna) | Estados Unidos | 2008-2009  | US$408 milhões em 85 apresentações |                 |        |                                  |
| Maior salto de posições no Hot 100 da Billboard                | All I Ever Wanted (Kelly Clarkson) | Estados Unidos | 2009       | 97ª posição à 1ª |                 |        |                                  |
| Videoclipe mais assistido                                      | Black or White (Michael Jackson) | Estados Unidos | 1991       | Cerca de 500 milhões de telespectadores em sua premiere. |                 |        |                                  |
| Videoclipe mais curto de todos                                 | You Suffer (Napalm Death) | Inglaterra     | 1991       | 1.316 segundos | [ 126 ]         |        |                                  |
| Videoclipe mais longo de todos                                 | Ghosts (Michael Jackson) | Estados Unidos | 1996       | 39:31 min | [ 127 ]         |        |                                  |
| Artista/banda com mais tempo permanecido no 1º lugar           | The Beatles | Inglaterra     |            | 132 semanas nos EUA e 174 no Reino Unido |                 |        |                                  |
| Disco com mais tempo permanecido no 1º lugar                   | Trilha sonora do filme Amor, Sublime Amor | Estados Unidos |            | 54 semanas | [ 128 ]         |        |                                  |
| Canção que mais ficou em 1º lugar                              | Roar (Katy Perry) | Estados Unidos | 2013       | Roar' atingiu o topo de 63 tabelas ao redor do mundo. |                 |        | Ficheiro:Katy_Perry_-_Roar.jpg]] |
| Canção mais regravada da história                              | Rehab (Amy Winehouse) | Inglaterra     | 2006       | Fontes fiáveis citam que a canção foi regravada por quase 4 mil bandas e cantores. |                 |        |                                  |
| Canção com vendagem mais rápida                                | Roar (Katy Perry) | Estados Unidos | 2013       | Roar estreou em #1 em 63 países, com quinhentos mil downloads somente nos EUA | [ 129 ]         |        |                                  |
| Single Mais Vendido da História                                | I Will Always Love You (Whitney Houston) | Estados Unidos | 1982       | | [ 130 ]         |        |                                  |
| Artista/Banda com mais singles em 1º lugar                     | The Beatles | Inglaterra     | 1960-1970  | 22 nos EUA, 23 na Austrália, 23 na Holanda, 22 no Canadá, 21 na Noruega, 18 na Suécia |                 |        |                                  |
| Cantora com mais singles em 1º lugar                           | Mariah Carey | Estados Unidos | 1990-atual | desde 1990 até o presente momento, Mariah Carey já emplacou 19 singles no topo da Billboard Hot 100. O primeiro foi Vision of Love em 1990, e o último foi All I Want for Christmas Is You em 2019. |                 |        |                                  |
| Canção mais executada em menos tempo                           | Hips Don't Lie (Shakira) | Colômbia       | 2006       | Em apenas uma semana, a canção Hips Don't Lie, da cantora Shakira com o rapper Wyclef Jean foi executada cerca de 45.000 vezes nas rádios de todo o mundo.                                          |                 |        |                                  |
| Álbum mais caro da história                                    | Invincible (Michael Jackson) | Estados Unidos | 2001       | 30 milhões de dólares. |                 |        |                                  |
| Artista com mais tempo na parada de sucessos britânica         | Queen | Inglaterra     |            | 1322 Semanas | [ 131 ]         |        |                                  |
| Show com maior platéia da história                             | Rod Stewart | Brasil         | 1994       | 3,5 milhões de pessoas presentes na Praia de Copacabana |                 |        |                                  |
| Cantor com maior número de recordes                            | Amy Winehouse | Inglaterra     |            | Possui 5 recordes, 6, somando o recorde por ter o maio número de recordes. |                 |        |                                  |
| Música/Projeto Musical Mais Longo                              | As SLow As Possible - John Cage |                |            | Tempo estimado da canção é de 639 anos de duração |                 |        |                                  |

#### Grammy Awards
|                                                                                                  | Nome                                                                           | Nacionalidade    | Ano  | Detalhes                                                                                 | Ref     | Imagem                           |
| ------------------------------------------------------------------------------------------------ | ------------------------------------------------------------------------------ | ---------------- | ---- | ---------------------------------------------------------------------------------------- | ------- | -------------------------------- |
| Artista com mais indicações ao Grammy Awards                                                     | Quincy Jones                                                                   | Estados Unidos   |      | 79 indicações                                                                            | [ 132 ] |                                  |
| Artista com mais indicações ao Grammy Awards numa mesma noite                                    | Michael Jackson                                                                | Estados Unidos   |      | 12 indicações                                                                            |         |                                  |
| Primeiro artista britânico a ser favorito no Grammy Awards                                       | Amy Winehouse                                                                  | Inglaterra       | 2008 | 6 indicações                                                                             |         |                                  |
| Primeiro artista Canadense a ser favorito no Grammy Awards                                       | Avril Lavigne                                                                  | Canadá           | 2003 | 8 indicações                                                                             |         |                                  |
| Primeiro artista não-americano a ser o Grande Vencedor do Grammy                                 | Amy Winehouse                                                                  | Inglaterra       | 2008 | 5 prêmiuos de 6 indicações                                                               |         |                                  |
| Artista britânico a vencer mais vezes o Grammy Awards                                            | Adele                                                                          | Inglaterra       |      | 9 prêmios (2 em 2009, 6 em 2012 e 1 em 2013)                                             |         | Ficheiro:Adele f4962007 crop.jpg |
| Artista que mais ganhou Prêmios do Grammy Awards                                                 | Georg Solti                                                                    | Hungria          |      | 34 vezes                                                                                 | [ 132 ] |                                  |
| Cantor que mais ganhou Prêmios do Grammy Awards                                                  | Stevie Wonder                                                                  | Estados Unidos   |      | 28 vezes                                                                                 | [ 132 ] |                                  |
| Cantora que mais ganhou Prêmios do Grammy Awards                                                 | Alison Krauss                                                                  | Estados Unidos   |      | 20 vezes                                                                                 | [ 132 ] |                                  |
| Artista com mais indicações ao Grammy Awards sem ganhar                                          | Brian McKnight                                                                 | Estados Unidos   |      | recebeu 16 indicações mas nunca levou um só troféu para casa.                            |         |                                  |
| Banda que mais ganhou Prêmios do Grammy Awards                                                   | U2                                                                             | Irlanda          |      | 22 Grammys                                                                               | [ 132 ] |                                  |
| Cantor que mais ganhou prêmio do Grammy Awards numa mesma noite                                  | Michael Jackson                                                                | Estados Unidos   |      | 8 Grammys                                                                                | [ 132 ] |                                  |
| Cantora que mais ganhou prêmio do Grammy Awards numa mesma noite                                 | Beyoncé                                                                        | Estados Unidos   |      | 6 Grammys                                                                                | [ 132 ] |                                  |
| Álbum mais agraciado com Prêmios do Grammy Awards                                                | How to Dismantle an Atomic Bomb (U2) / Supernatural (Santana) (Carlos Santana) | Irlanda / México |      | 9 Grammys                                                                                | [ 132 ] |                                  |
| Único artista a faturar o "Big Four" (os 4 prêmios principais do Grammy Awards) numa mesma noite | Christopher Cross                                                              | Estados Unidos   | 1981 |                                                                                          | [ 132 ] |                                  |
| Artista mais jovem indicado ao Prêmio Grammy Awards                                              | Avril Lavigne                                                                  | Canadá           | 2003 | 16 anos                                                                                  | [ 132 ] |                                  |
| Artista mais jovem a ganhar um Prêmio Grammy Awards                                              | LeAnn Rimes                                                                    | Estados Unidos   |      | ganhou o prêmio "Best New Artist" (Revelação) quando tinha apenas 16 anos.               | [ 132 ] |                                  |
| Artista mais velho a ganhar um Prêmio Grammy Awards                                              | Pinetop Perkins                                                                | Estados Unidos   |      | Ganhou o prêmio quando tinha incríveis 97 anos (categoria:Best Traditional Blues Álbum). |         |                                  |
| Banda com mais gravações ao vivo da história                                                     | Grateful Dead                                                                  | Estados Unidos   |      | cerca de 2.500 gravações                                                                 | [ 133 ] |                                  |
| Gravadora com o Maior acervo musical do Mundo                                                    | Sony/ATV Music Publishing                                                      | Estados Unidos   |      | mais de 300 mil músicas                                                                  |         |                                  |

#### MTV Music Awards
|                                                                        | Nome                         | Nacionalidade  | Ano  | Detalhes      | Ref     | Imagem |
| ---------------------------------------------------------------------- | ---------------------------- | -------------- | ---- | ------------- | ------- | ------ |
| Artista mais premiado do MTV Video Music Awards na história            | Madonna                      | Estados Unidos |      | 21 premiações | [ 134 ] |        |
| Canção que mais vezes venceu o MTV Video Music Awards numa única noite | Sledgehammer - Peter Gabriel | Inglaterra     | 1987 | 10 prêmios    |         |        |

#### Festival Eurovisão da Canção
|                               | Nome                                          | Nacionalidade | Ano  | Detalhes   | Ref | Imagem |
| ----------------------------- | --------------------------------------------- | ------------- | ---- | ---------- | --- | ------ |
| País com mais vitórias        | Irlanda                                       |               |      | 7 vitórias |     |        |
| Cantor com mais vitórias      | Johnny Logan                                  | Irlanda       |      | 2 Vitórias |     |        |
| A Canção mais votada (homem)  | Amar pelos Dois , cantada por Salvador Sobral | Portugal      | 2017 | 758 pontos |     |        |
| A Canção mais votada (mulher) | "Euphoria", cantada por Loreen                | Suécia        | 2012 | 372 pontos |     |        |

#### Instrumentistas Mais Velozes
|                                  | Nome             | Nacionalidade  | Ano  | Detalhes                                                                            | Ref     | Imagem |
| -------------------------------- | ---------------- | -------------- | ---- | ----------------------------------------------------------------------------------- | ------- | ------ |
| Guitarrista Mais Rápido do Mundo | Tiago Della Vega | Brasil         | 2009 | 750 BPM                                                                             | [ 135 ] |        |
| Baixista Mais Rápido do Mundo    | Jayen Varma      | Índia          |      | 36 notas percussivas por segundo                                                    |         |        |
| Banjista Mais Rápido do Mundo    | Todd Taylor      | Estados Unidos | 2007 | tocou a música "Duelling Banjos" a incríveis 210 BPM                                |         |        |
| Gaitista Mais Rápido do Mundo    | Nicky Shane      | Estados Unidos | 2005 | apresentou a música "Oh When the Saints Go Marching In" a uma velocidade de 285 BPM |         |        |

### Finanças
|                                                 | Nome                                   | Nacionalidade  | Ano           | Detalhes                                                                                       | Ref     | Imagem |
| ----------------------------------------------- | -------------------------------------- | -------------- | ------------- | ---------------------------------------------------------------------------------------------- | ------- | ------ |
| Homem mais rico do mundo                        | Jeff Bezos                             | Estados Unidos | 2014          | patrimônio avaliado em 125 Ou 200 bilhões de dólares                                           | [ 136 ] |        |
| Mulher mais rica do mundo                       | Christy Walton                         | Estados Unidos | 2014          | património avaliado em 37,4 bilhões de dólares                                                 | [ 137 ] |        |
| Mulher mais rica da indústria de entretenimento | Oprah Winfrey                          | Estados Unidos | 2007-presente | salário de US$53 milhões em 2007 e fortuna acumulada em US$2,9 bilhões                         |         |        |
| Divórcio mais caro do mundo                     | Alec Wildenstein e Jocelyn Wildenstein | Estados Unidos | 1999          | 2,5 bilhões de dólares no acordo judicial e mais 100 milhões de dólares pagos durante 13 anos. | [ 138 ] |        |
| Mulher mais rica do mundo com menos de 35 anos  | Britney Spears                         | Estados Unidos | 2012          | patrimônio avaliado em 550,541 milhões                                                         |         |        |

#### Economia
|                                                     | Nome                          | Nacionalidade | Ano  | Detalhes | Ref     | Imagem |
| --------------------------------------------------- | ----------------------------- | ------------- | ---- | --- | ------- | ------ |
| Empresa Mais Antiga Do Mundo Ainda Em Atividade     | Hotel Nisiyama onsen Keiunkan | Japão         |      | fundado em 705 | [ 139 ] |        |
| Restaurante Mais Antigo Do Mundo Ainda Em Atividade | Sobrino de Botín              | Espanha       |      | fundado em 1725 | [ 140 ] |        |
| Maior salário mínimo do mundo (em dólares)          | Bélgica                       | Bélgica       |      | 1.040 dólares/mês | [ 141 ] |        |
| Menor salário mínimo do mundo (em dólares)          | Serra Leoa                    |               |      | 60 dólares/Mês | [ 141 ] |        |
| País mais rico do mundo (renda per capita)          | Luxemburgo                    |               |      | A renda anual per capita dos luxemburgueses é de 43.940 dólares, segundo dados da ONU de 2003.                          | [ 142 ] |        |
| País mais pobre do mundo (renda per capita)         | Etiópia                       |               |      | A renda anual per capita é de apenas 90 dólares                                                                         | [ 142 ] |        |
| Maior inflação da história                          | Hungria, com a moeda: Pengő   | Hungria       | 1945 | No último dia da moeda, os preços chegaram a dobrar a cada 15 horas, o equivalente a 4,19% × 10 elevado à 16ª potencia! | [ 143 ] |        |
| Moeda mais desvalorizada do mundo                   | Lira Turca                    | Turquia       |      | 1 dólar = 1 255 230 liras turcas                                                                                        | [ 144 ] |        |
| Moeda mais valorizada do mundo                      | Dinar kuwaitiano              | Kuwait        |      | 1 dinar kuwaitiano = 3,5 dólares.                                                                                       | [ 144 ] |        |
| Moeda com melhor poder de compra do mundo           | Yuan                          | China         |      | | [ 144 ] |        |
| Maior custo de vida do mundo (cidade)               | Oslo                          | Noruega       |      | | [ 145 ] |        |
| Maior custo de vida do mundo (país)                 | Suécia                        | Suécia        |      | | [ 146 ] |        |
| Menor custo de vida do mundo (país)                 | Iraque                        | Iraque        |      | | [ 146 ] |        |

### Países
|                                                         | Nome                            | Nacionalidade | Ano | Detalhes | Ref     | Imagem |
| ------------------------------------------------------- | ------------------------------- | ------------- | --- | --- | ------- | ------ |
| País com maior população do mundo                       | Índia                           |               |     | 1.428.000.000 habitantes, em estimativa de março de 2023.                                                               | [ 147 ] |        |
| País com maior população feminina do mundo (proporção)  | Letônia                         |               |     | 1 milhão de mulheres para 869 mil homens                                                                                | [ 142 ] |        |
| País com maior população masculina do mundo (proporção) | Emirados Árabes Unidos          |               |     | 1,6 milhão de homens para 804 mil mulheres                                                                              | [ 142 ] |        |
| País com maior população jovem do mundo (proporção)     | Iemen                           |               |     | 50% da população tem até 15 anos. Este país que tem mais de 7,3 milhões de crianças e adolescentes.                     | [ 142 ] |        |
| País com maior população idosa do mundo (proporção)     | Japão                           |               |     | Quase 30 milhões de japoneses têm mais de 60 anos                                                                       | [ 142 ] |        |
| País mais densamente povoado                            | Singapura                       |               |     | 6107 hab./km2. | [ 142 ] |        |
| País menos densamente povoado                           | Mongólia                        |               |     | 1,5 hab./km2 | [ 142 ] |        |
| Maior país do mundo                                     | Rússia                          |               |     | 17.075.400 km², equivalente à 142,666 milhões de milhas quadradas, 2,756 Brasis+0,5 Alascas                             | .       |        |
| Menor país do mundo                                     | Vaticano                        |               |     | 0,44 km². Seriam necessários 38.807.272 de Vaticanos para preencher a Rússia, por exemplo (e ainda sobrariam 0,31 km²). |         |        |
| Maior povo sem país                                     | Curdos                          |               |     | 36 milhões de pessoas                                                                                                   | [ 149 ] |        |
| Maior fronteira do Mundo                                | Fronteira Canadá-Estados Unidos |               |     | 8.891 km. (Atual traçado desde 1907)                                                                                    |         |        |
| Maior litoral                                           | Canadá                          |               |     | 202.080 km. (Área total de 9.093.507 km²)                                                                               |         |        |
| Maior país sem costa marítima                           | Cazaquistão                     |               |     | 2.724.900 km² |         |        |

### Transportes

#### Carros
|                                                                                         | Nome                                          | Nacionalidade  | Ano  | Detalhes | Ref     | Imagem |
| --------------------------------------------------------------------------------------- | --------------------------------------------- | -------------- | ---- | --- | ------- | ------ |
| Velocidade mais rápida já atingida por um carro                                         | Jato Thrust SSC                               |                | 1997 | Velocidade máxima: 1227 km/h | [ 150 ] |        |
| Velocidade mais rápida proporcionalmente (velocidade/potência) já atingida por um carro | Spirit of America                             |                | 2003 | Velocidade máxima: 1086 km/h. Possui 45 mil cavalos, menos da metade da potência do ThrustSSC.                                                                           | [ 150 ] |        |
| Maior velocidade atingida por um carro esportivo                                        | Bugatti Chiron                                | França         | 2019 | 490,3 km/h |         |        |
| Maior velocidade atingida por um carro a diesel                                         | JCB Dieselmax                                 | Reino Unido    | 2006 | 563,418 km/h (velocidade média). Chegou a circular a 588,664 km/h. | [ 151 ] |        |
| Maior velocidade atingida por um dragster                                               | U.S Army Team                                 | Estados Unidos |      | 539 km/h | [ 152 ] |        |
| Maior velocidade atingida por um protótipo                                              | WM-Peugeot                                    | França         | 1988 | 405 km/h | [ 150 ] |        |
| Maior velocidade atingida por um carro elétrico                                         | AC Propulsion tzero                           |                | 1988 | 225 km/h | [ 152 ] |        |
| Caminhão mais rápido                                                                    | Shockwave Jet Truck                           | Estados Unidos |      | 336 mph (600 km/h). Este caminhão possui 3 turbinas de jato, que lhe proporciona 36 mil HP de potência.                                                                  | [ 152 ] |        |
| Melhor Aceleração (0–100 km/h)                                                          | Bugatti Veyron Super Sport                    | Estados Unidos |      | 2,46 segundos | [ 153 ] |        |
| Melhor Aceleração (0–300 km/h)                                                          | Koenigsegg Agera-R                            | Suécia         |      | 14,53 segundos | [ 153 ] |        |
| Melhor Frenagem (300 km/h - 0 km/h)                                                     | Koenigsegg Agera-R                            | Suécia         |      | 6,66 segundos | [ 153 ] |        |
| Menor tempo de frenagem em um veículo sobre solo congelado                              | Mitsubishi Outlander                          | Japão          |      | 56,2 metros | [ 154 ] |        |
| Recorde de salto em distância com um carro na neve                                      | Ford Fiesta RS WRC, pilotado por Mads Ostberg | Noruega        |      | 50 metros | [ 155 ] |        |
| Carro mais caro do mundo                                                                | Lykan HyperSport                              | Líbano         | 2013 | 2,2 milhões de libras | [ 156 ] |        |
| Carro mais caro da história (leilão) até 2012                                           | Bugatti Type 57SC Atlantic 1936               | França         |      | Vendido em um leilão na Califórnia por US$ 34 milhões | [ 158 ] |        |
| Carro mais barato                                                                       | Bajaj Auto RE60                               | Índia          | 2012 | preço aproximado de US$ 2.750 | [ 159 ] |        |
| Modelo de carro mais vendido da história                                                | Toyota Corolla Miata                          | Japão          | 1966 | 31.6 milhões, desde 1966 – foi o carro mais vendido no mundo em 2005 com 1,36 milhões de unidades, e foi o carro mais vendido no Japão por 36 vezes nos últimos 40 anos. | [ 160 ] |        |
| Roadster mais vendido da história                                                       | Mazda MX-5 Miata                              | Japão          | 2006 | Aproximadamente 740 mil unidades vendidas em todo o mundo |         |        |
| Carro mais luxuoso                                                                      | DiMora Natalia SLS 2                          | Itália         |      | Mais de 50 computadores compõem este carro. O preço do modelo da DiMora fica em US$2milhões.                                                                             | [ 161 ] |        |
| Menor carro de linha                                                                    | Peel P50                                      | Inglaterra     |      | Tem 134 cm de comprimento e 99 cm de largura | [ 158 ] |        |
| Maior carro do mundo                                                                    | Limusine                                      | Estados Unidos |      | A maior limusine já construída teve 30,5 metros de comprimento e 24 rodas                                                                                                | [ 158 ] |        |

#### Outros
|                                                       | Nome                      | Nacionalidade            | Ano  | Detalhes | Ref     | Imagem |
| ----------------------------------------------------- | ------------------------- | ------------------------ | ---- | --- | ------- | ------ |
| Objeto mais veloz construído pelo Homem               | Helios B                  | Alemanha, Estados Unidos |      | atingiu 252.792 km/h (quase 586 Bugatti Veyrons.) | [ 162 ] |        |
| Trem mais veloz                                       | MLX01                     |                          |      | atinge 581 km/h | [ 162 ] |        |
| Veículo que se move mais rápido na superfície da água | Spirit of Australia       |                          |      | Atingiu 317 km/h | [ 162 ] |        |
| Maior velocidade atingida por um quadriciclo          | Quadriciclo               | Estados Unidos           | 2006 | Atingiu 220,4 km/h | [ 158 ] |        |
| Maior objeto construído                               | Grande Colisor de Hádrons |                          |      | Sua forma é circular, com um perímetro de 27 quilômetros de raio. | [ 163 ] |        |
| Maior máquina construída                              | Bagger 293                | Alemanha                 |      | A escavadeira alemã RB293 possui mais de 200 metros de comprimento por 100 metros de altura. Esta máquina de 13 mil toneladas é usada para cavar minas de carvão na Alemanha.           | [ 163 ] |        |
| Maior caminhão do mundo                               | Caterpillar 797F          | Estados Unidos           |      | Comprimento: 14,5 metros, Altura: 7,6 vazio, Peso vazio: 600 toneladas, Peso com carga: 945 toneladas, Total de carga suportada: 345 toneladas, Capacidade de combustível: 6.814 litros |         |        |
| Maior ônibus do mundo                                 | Neobus Mega BRT           | Brasil                   |      | 300 passageiros e 28 metros de extensão | [ 164 ] |        |
| Motocicleta mais veloz                                | Dodge Tomahawk            |                          |      | Atinge uma velocidade máxima (não oficial) de pouco mais de 700 km/h | [ 162 ] |        |
| Motocicleta mais larga                                |                           |                          |      | 9,6m |         |        |
| Motocicleta mais alta                                 |                           |                          |      | 3,429m |         |        |
| Maior desfile de carros da Ferrari                    |                           |                          |      | 385 carros |         |        |
| Maior desfile de carros da Mazda                      |                           |                          |      | 249 carros |         |        |
| Maior desfile de carros da BMW                        |                           |                          |      | 107 carros |         |        |
| Maior desfile de carros da Fiat                       |                           |                          |      | 500 carros |         |        |
| Maior desfile de motos da Yamaha                      |                           |                          |      | 206 motos |         |        |
| Maior desfile de motos da BMW                         |                           |                          |      | 128 motos |         |        |
| Maior desfile de bicicletas                           |                           |                          |      | 1901 bicicletas[carece de fontes?] |         |        |
| Mais rápido veículo movido a vento                    | Iate terrestre Greenbird  | Reino Unido              | 2009 | 126,1 mph (equivalente à 202,9 km/h) | [ 165 ] |        |
| Maior número de saltos de paraquedas em 24 horas      | Jay Stokes                |                          |      | 640 saltos |         |        |

### Avião/Helicóptero
|                                                             | Nome                                             | Nacionalidade                          | Ano  | Detalhes | Ref     | Imagem |
| ----------------------------------------------------------- | ------------------------------------------------ | -------------------------------------- | ---- | --- | ------- | ------ |
| Aeronave mais rápida da história                            | NASA X-43                                        | Estados Unidos                         |      | Atingiu incríveis 12.144 km/h (ou 28 Bugatti Veyrons) durante seus dez segundos de voo, antes do fim do combustível. |         |        |
| Avião mais rápido da história e maior altitude já alcançada | X-15                                             | Estados Unidos                         | 1967 | 7,297 km/h e 100 km de altitude                                                                                      |         |        |
| Mais rápido avião de transporte de passageiros da história  | Tupolev Tu-144 Charger (apelidado de concordski) | Rússia                                 | 1968 | Mach 2,35 (o equivalente a 2881,1 km/h)                                                                              |         |        |
| Helicóptero mais rápido da história                         | Westland Lynx ZB500                              | Inglaterra                             | 1986 | 400,8 quilômetros por hora.                                                                                          | [ 166 ] |        |
| Maior avião                                                 | An-225 Mriya                                     | União Soviética                        | 1988 | 84 m de comprimento; 88,4 m de envergadura e 18,1 m de altura                                                        |         |        |
| Maior avião de transporte de passageiros                    | Airbus A380                                      | França/ Espanha/ Reino Unido/ Alemanha | 2005 | Capacidade de 555 a 845 passageiros                                                                                  |         |        |
| Maior avião de caça                                         | Mikoyan-Gurevich Mig 31 Foxhound                 | Rússia                                 | 1982 | 22,7 m de comprimento; 13,46 m de envergadura e 6,15 m de altura                                                     |         |        |
| Avião mais vendido da história                              | Boeing 737                                       | Estados Unidos                         | 2009 | 6000 unidades |         |        |
| Avião comercial com o maior alcance                         | Boeing 777                                       | Estados Unidos                         | 2005 | 21602 km. De Hong Kong a Londres, atravessando o Oceano Pacífico, a América e o Oceano Atlântico                     |         |        |

### Navios
|                                                 | Nome                      | Nacionalidade   | Ano           | Detalhes                                                                                                   | Ref             | Imagem |
| ----------------------------------------------- | ------------------------- | --------------- | ------------- | --- | --------------- | ------ |
| Maior Navio de Passageiros                      | Symphony of the Seas      | Estados Unidos  | 2018-presente | capacidade de 6.300 passageiros e 2.384 tripulantes                                                        | [ 167 ] [ 168 ] |        |
| Navio mais antigo                               | USS Constitution          | Estados Unidos  | 1797          | Em serviço desde 1797                                                                                      |                 |        |
| Maior porta-aviões                              | USS Enterprise (CVN-65)   | Estados Unidos  | 1961          | 342,3 metros de comprimento; 75,6 metros de largura e 39,9 metros de altura                                |                 |        |
| Maior navio cargueiro                           | Knock Nevis               | Noruega         | 1981          | 458 m de comprimento, 68,9 m de largura e 24,5 m de calado                                                 |                 |        |
| Maior navio cargueiro em atividade (discutível) | Classe Mærsk E (8 navios) | Dinamarca       | 2006-presente | 397 m de comprimento, 57 m de largura e 10 m de calado (vazio), com capacidade para até 15 000 contêineres |                 |        |
| Maior submarino já construído                   | Classe Typhoon            | União Soviética | 1974          | 175 m de comprimento; 23 m de boca e 12 m de calado; peso médio de 48 mil toneladas                        |                 |        |
| Menor submarino já construído                   | Serafina                  | Austrália       | 2004          | 40 cm de comprimento                                                                                       | [ 169 ]         |        |
| Submarino mais rápido do mundo                  | K-222                     | União Soviética | 1963          | aproximadamente 80 quilômetros por hora                                                                    | [ 166 ]         |        |
| Maior iate já construído                        | Eclipse                   | Austrália       | 2004          | 167 metros de comprimento                                                                                  | [ 170 ]         |        |

### Comida/Alimento
|                                  | Nome                                                 | Nacionalidade   | Ano  | Detalhes                                                                | Ref     | Imagem |
| -------------------------------- | ---------------------------------------------------- | --------------- | ---- | ----------------------------------------------------------------------- | ------- | ------ |
| Maior lasanha                    |                                                      | Polónia         | 2012 | 4.865 quilos                                                            | [ 171 ] |        |
| Maior omelete                    |                                                      | Portugal        | 2012 | 6.466 quilos                                                            | [ 172 ] |        |
| Maior salsicha                   |                                                      | Roménia         | 2008 | 392 m de comprimento e 150 kg                                           | [ 173 ] |        |
| Maior sanduíche (peso)           | -                                                    | Estados Unidos  | 2012 | 913,54 quilos                                                           | [ 174 ] |        |
| Maior sanduíche (comprimento)    | -                                                    | Brasil          | 2023 | 354 metros                                                              | [ 175 ] |        |
| Maior coelho de chocolate        | Supermercados Imperatriz/Nestlé (Beira Mar Shopping) | Brasil          | 2009 | Florianópolis (SC): 3.4m de altura, 2.2m de diâmetro e peso de 2.800 kg | [ 176 ] |        |
| Maior baguete                    | padeiros italianos e franceses                       | Itália / França | 2015 | Durante a Exposição Universal de 2015                                   | [ 177 ] |        |
| Alimento mais consumido no mundo | Leite                                                |                 |      | cerca de 479 milhões de toneladas/ano                                   | [ 178 ] |        |

### Bebidas
|                                            | Nome                     | Nacionalidade  | Ano | Detalhes                                                                  | Ref     | Imagem |
| ------------------------------------------ | ------------------------ | -------------- | --- | ------------------------------------------------------------------------- | ------- | ------ |
| Bebida mais forte no mundo                 | Everclear                | Estados Unidos |     | Teor alcoólico pode chegar a 95%                                          | [ 179 ] |        |
| Cerveja mais forte no mundo                | Schorschbock             | Alemanha       |     | 57% de teor alcoólico                                                     | [ 180 ] |        |
| Cerveja mais amarga do mundo               | The Hop                  | Estados Unidos |     | 323 pontos                                                                | [ 181 ] |        |
| Garrafa de Cerveja mais cara da história   | Lowebrau                 | Estados Unidos |     | Ela foi vendida por mais de 27.460 reais                                  | [ 181 ] |        |
| Vinho mais caro do mundo                   | Romanée-Conti            | França         |     | 45 mil reais a garrafa                                                    | [ 182 ] |        |
| Preço mais alto pago por um Vinho (Leilão) | Chateau Lafite, de 1.787 | França         |     | 360 mil reais. Ele pertenceu ao ex-presidente americano Thomas Jefferson. | [ 182 ] |        |

### Guerras/Atentados
| | Nome | Nacionalidade | Ano           | Detalhes | Ref     | Imagem |
| --- | --- | --- | ------------- | --- | ------- | ------ |
| Guerra/Conflito Mais Antigo da História                                                                            | Conflito que envolveu as cidades de Lagash e Umma                                                                        | Suméria (no sudeste do Iraque) |               | Ocorreu por volta do ano 2525 a.C | [ 183 ] |        |
| Guerra Mais Curta da História                                                                                      | Conflito ocorrido no final do século XIX e envolveu a Inglaterra e um sultão da ilha de Zanzibar, no leste da África.    | Inglaterra · Zanzibar |               | 45 min | [ 184 ] |        |
| Guerra Mais Longa da História                                                                                      | Guerra dos Cem Anos | |               | 116 anos | [ 185 ] |        |
| Batalha Mais Sangrenta da História                                                                                 | Batalha de Stalingrado                                                                                                   | União Soviética · Alemanha Nazista · Romênia · Hungria · Itália                                                                   |               | Cerca de 2 milhões de baixas, entre mortos, feridos e desaparecidos (incluindo civis). | [ 186 ] |        |
| Pior Crime Contra a Humanidade da História                                                                         | Holocausto judeu | Nazistas alemães |               | Cerca de seis milhões de mortos. | [ 187 ] |        |
| Pior Atentado Terrorista da História (número de mortos)                                                            | Ataques de 11 de setembro de 2001                                                                                        | Al-Qaeda contra Estados Unidos |               | O total de mortos nos ataques foi de 2.996 pessoas, incluindo os 19 sequestradores. A maioria eram civis. |         |        |
| Maior Museu do Mundo Dedicado Apenas à Memória de Guerras                                                          | Imperial War Museum | Inglaterra |               | |         |        |
| Maior Batalha Naval de Todos os Tempos (número de homens envolvidos e o poder de destruição dos navios em combate) | Batalha do Golfo de Leyte                                                                                                | Estados Unidos · Japão | 1944          | Esse duelo reuniu 227 embarcações de superfície, 1 800 aviões e cerca de 183 mil homens. | [ 188 ] |        |
| Maior Batalha Naval de Todos os Tempos (número de navios em combate)                                               | Batalha de Lepanto | República de Veneza Espanha dos Habsburgos Estados Pontifícios Reino de Nápoles Génova Savoia Cavaleiros de Malta Império Otomano | 1571          | 546 navios ao todo. | [ 188 ] |        |
| Imperador que Mais Conquistou Territórios                                                                          | Gengis Khan | Império Mongol |               | Segundo a revista Mundo Estranho, ele foi imperador que mais territórios conquistou na história, dominando quase 20 milhões de km² (o equivalente a 2,3 Brasis). | [ 189 ] |        |
| Maior Canhão já Construído                                                                                         | Schwerer Gustav | Alemanha |               | O canhão Gustav pesava 1344 toneladas, tinha 6 metros de altura e 43 metros de comprimento. Tinha um diâmetro interno de 800 mm e usava 1360 kg de pólvora sem fumaça para atirar seus dois tipos de projeteis principais: um projétil de 5 toneladas altamente explosivo (HE) e um de 7 toneladas capaz de perfurar concreto. | [ 190 ] |        |
| Mais Poderoso Canhão Elétrico já Construído                                                                        | 32-MJ LRG | Escócia |               | A 32-MJ LRG é o mais poderoso canhão elétrico do mundo, com 32 megajoules. Esse armamento naval utiliza magnetismo para atirar um projétil e sua especialidade é acertar alvos muito distantes para armas convencionais. | [ 191 ] |        |
| Maior Obus já Construído                                                                                           | Tsar Pushka | União Soviética |               | Segundo o Guinness, é o maior Obus do mundo. Pesa 18 toneladas, tem altura de 5,34 metros, calibre de 890 mm e diâmetro externo de 1200 mm. |         |        |
| Maior Morteiro já Construído                                                                                       | Little David | Estados Unidos |               | Little David é um morteiro de sitio de 91,44 cm, destinado a ataque de fortificações pesadas. Carregado pela boca, disparava um projétil de 1.650 kg a até 10 km de distância. | [ 192 ] |        |
| Maior Cruzador de Batalhas do Mundo                                                                                | Cruzador Kirov | Rússia |               | 248 m de comprimento | [ 193 ] |        |
| Maior e Mais Potente Bomba já Construída                                                                           | Tsar Bomba | União Soviética |               | 58 megatons. | [ 194 ] |        |
| Mais Potente Bomba Não-Nuclear já Construída                                                                       | FOAB (Father of All Bombs)                                                                                               | União Soviética |               | A mais potente arma não-nuclear já detonada. A bomba produz um efeito equivalente a 44 toneladas de TNT usando 7,8 toneladas de um novo tipo de alto-explosivo |         |        |
| Mais Potente Míssil já Construído                                                                                  | Moskit | União Soviética | 1980          | Ele é considerado o campeão de destruição por causa da absurda velocidade que pode atingir: cerca de 3 600 km/h. Tamanho - 6,25 m (altura) 0,52 m (diâmetro) | [ 195 ] |        |
| Mais Veloz Míssil/Bomba já Construído                                                                              | X-51 | Estados Unidos | 1980          | O X-51 é um míssil hipersônico lançado por um submarino emergido. Ele pode atingir qualquer ponto do mundo em menos de uma hora e destruir completamente uma área de 200 metros quadrados. | [ 196 ] |        |
| Mais Potente Lançador de Granadas de Todos                                                                         | Milkor MGL | África do Sul |               | Um lançador de granadas semiautomático múltiplo, com capacidade para seis tiros. Produzido na África do Sul, atualmente é utilizado no exército de mais de 30 países. | [ 197 ] |        |
| Arma Mais Potente de Todas                                                                                         | Lança Foguetes M136AT-4                                                                                                  | Suécia |               | São capazes de romper blindagens de até 42 centímetros (melhor precisão), até ou blindagens de até 60 centímetros de espessura (menor precisão). | [ 198 ] |        |
| Arma que Mais Mata por Minuto                                                                                      | AK-47 | Rússia |               | Dispara 600 tiros por minuto e é capaz de fazer vítimas num raio de 300 metros a partir do disparo. | [ 198 ] |        |
| Arma Mais Usada | Uzi | Israel |               | Ela já foi comercializada para 90 países. Grupos de controle de armas indicam que há mais de 10 milhões de unidades espalhadas pelo mundo. | [ 198 ] |        |
| Arma Mais Versátil                                                                                                 | M16A2 | Estados Unidos |               | Seu design permite que uma série de acessórios seja acoplada ao corpo principal, aumentando a lista de tarefas que ele executa. A rapidez de disparo impressiona: a arma libera 800 tiros por minuto, numa área de 550 metros de alcance efetivo.                                                                              | [ 198 ] |        |
| Melhor Arma Não-Letal do Mundo                                                                                     | XREP (Xtended Range Electronic Projectile)                                                                               | Estados Unidos |               | Possui calibre 12 e chega a uma velocidade de quase 300 km/h. | [ 199 ] |        |
| Arma com Maior Alcance                                                                                             | Barrett M107 | Estados Unidos |               | Com um Barret, um militar americano estabeleceu o recorde de distância para um tiro: ele acertou um alvo não humano a 2 500 metros de distância. | [ 198 ] |        |
| Menor Arma de Todas                                                                                                | SwissMiniGun | Suíça |               | Os revólveres que têm 6,5 centímetros, pesam 19,8 gramas e usam balas calibre 2,34 mm. | [ 200 ] |        |
| O Tiro Letal Mais Longo Disparado em Combate                                                                       | Tiro disparado por Robert Furlong, ajudado pelo observador Tim McMeekin, com um cartucho de 12,7 x 99 mm NATO ou .50 BMG | Canadá | Março de 2002 | 2.430 metros de distância (ou 20 campos de futebol). | [ 201 ] |        |
| Mais Eficiente franco-atirador da História                                                                         | Simo Häyhä | Finlândia | 1944          | 705 mortes, em pouco mais de 100 dias, na 2a Guerra Mundial. | [ 202 ] |        |

## Catástrofes
|                                                                 | Nome                                     | Nacionalidade/Localização | Ano                                                             | Detalhes | Ref     | Imagem |
| --------------------------------------------------------------- | ---------------------------------------- | ------------------------- | --------------------------------------------------------------- | --- | ------- | ------ |
| Mais devastador evento de extinção já ocorrido no planeta Terra | Extinção do Permiano-Triássico           |                           | Ocorreu no final do Paleozóico há cerca de 251 milhões de anos. | Resultou na morte de aproximadamente 95% de todas as espécies marinhas e de 70% das espécies sobre continentes. | [ 203 ] |        |
| Terremoto com maior intensidade registrado                      | Sismo de Valdivia de 1960                | Chile                     | 1960                                                            | 9,5 graus na Escala Richter. | [ 204 ] |        |
| Pior Terremoto da história (número de mortos)                   | Sismo de Shaanxi de 1556                 | China                     | 1556                                                            | 830.000 mortes | [ 204 ] |        |
| Pior Tsunami da história (número de mortos)                     | Sismo e tsunâmi do oceano Índico de 2004 | Índia                     | 2004                                                            | As ondas de 10 metros. Estima-se que houve mais ou menos 227 mil mortes. | [ 205 ] |        |
| Pior Enchente da história (número de mortos)                    | Enchente do Rio Huang He                 | China                     | 1887                                                            | o Hwang He transbordou por 130 mil km2, matando mais de 900 mil pessoas | [ 206 ] |        |
| Pior Incêndio da história                                       | Ilha de Borneu, Indonésia                | Indonésia                 | 1997                                                            | foram queimados cerca de 97 mil km2 (o equivalente a Santa Catarina) em Bornéu, o incêndio emitiu 2,5 bilhões de toneladas de CO2 na atmosfera. | [ 206 ] |        |
| Pior Explosão Vulcânica da história (número mortes)             | Explosão Vulcânica do Lago Taupo         | Nova Zelândia             | 180 d.c                                                         | Expeliu 100 km3 de material, equivalente a 148 mil vezes o maior navio petroleiro do mundo. Ocorreram mais de 92 mil mortes. | [ 206 ] |        |
| Mais forte Erupção Vulcânica da história                        | Caldeira de Yellowstone                  | Estados Unidos            |                                                                 | Expeliu 600 km3 de material. | [ 207 ] |        |
| Mais forte Avalanche da história                                | Monte Santa Helena,                      | Estados Unidos            | 1980                                                            | 5 na escala de Richter. 57 pessoas morreram. | [ 206 ] |        |
| Pior Avalanche da história (número de mortes)                   | Avalanche de Yungay,                     | Peru                      | 1970                                                            | 20 mil pessoas morreram | [ 206 ] |        |
| Pior Furacão da história                                        | Furacão Katrina,                         | Estados Unidos            | 2005                                                            | Com os ventos de 280 km/h, Katrina foi o desastre natural mais caro até hoje com o prejuízo de 90,9 bilhões de dólares | [ 206 ] |        |
| Pior Acidente Nuclear da história                               | Acidente nuclear de Chernobil            | Ucrânia                   | 1986                                                            | Recebeu a classificação 7, nível máximo na escala da Agência Internacional de Energia Atômica. A radiação que vazou do reator número 4 da usina de Chernobyl foi 200 vezes maior do que a das bombas de Hiroshima e Nagasaki juntas. Cerca de 200.000 km² de terra foram contaminados. A estimativa é de que cerca de 4 mil pessoas devem ter morrido de câncer na Bielo-Rússia, Ucrânia e Rússia. | [ 208 ] |        |
| Pior Acidente Radioativo fora de Usina Nuclear do Mundo         | Acidente radiológico de Goiânia          | Brasil, Goiânia           | 1987                                                            | Mais de 800 pessoas foram contaminadas e pelo menos outras 200 morreram devido aos efeitos da radiação. | [ 208 ] |        |
| Pior Contaminação por derramamento de petróleo da história      | Desastre de Prestige                     | Espanha,                  | 2002                                                            | despejando 11 milhões de litros de óleo no litoral da Galícia. A sujeira afetou 700 praias e matou mais de 20 mil aves. | [ 209 ] |        |
| Pior Contaminação Química da história                           | Desastre de Minamata                     | Japão,                    | 1956                                                            | uma indústria de fertilizantes, a Chisso Corporation, lançou durante quatro décadas 27 toneladas de mercúrio no oceano, contaminando peixes e frutos do mar. | [ 209 ] |        |

## Científicos
|                                                            | Nome                        | Nacionalidade  | Data/Ano | Detalhes | Ref     | Imagem |
| ---------------------------------------------------------- | --------------------------- | -------------- | -------- | --- | ------- | ------ |
| Temperatura mais elevada criada em laboratório pelo homem? | 4 trilhões de graus Celsius | Estados Unidos |          | Calor obtido num experimento realizado com um acelerador de partículas dos Estados Unidos conhecido pela sigla RHIC, localizado no Laboratório Nacional de Brookhaven, próximo a Nova York. | [ 210 ] |        |

## Outros
| | Nome | Nacionalidade           | Data/Ano           | Detalhes | Ref                     | Imagem |
| --- | --- | ----------------------- | ------------------ | --- | ----------------------- | ------ |
| Recorde de mais "fake news" publicadas numa semana                                                          | Amoobenfica | Portugal                |                    | Foram exatamente 272 publicações ditas verdadeiras mas na verdade com conteúdos totalmente mentirosos tais como "o Cavani vai para o benfica"                                                                                    | [ 211 ]                 |        |
| Mais tempo passado numa sanita                                                                              | André Filipe | Portugal                |                    | 116 horas sentado na sanita foram suficientes para quebrar o recorde. | [ 212 ]                 |        |
| Pessoa Mais rica da História                                                                                | John Davison Rockefeller | Estados Unidos          |                    | Fortuna estimada de 323,4 bilhões de dólares | [ 213 ]                 |        |
| Lâmpada mais antiga do mundo ainda em funcionamento                                                         | Centennial Bulb | Estados Unidos          |                    | A lâmpada está acesa desde 1901. Ela fica ligada 24 horas por dia. O máximo tempo que passou desligada foi 1 semana. | [ 214 ]                 |        |
| Mais antiga "mensagem em uma garrafa" lançada ao mar já relatada.                                           | Garrafa achada por Andrew Leaper | Escócia                 | 2012               | A garrafa com a mensagem ficou 97 anos no mar, após ser lançada no ano de 1914 pelo capitão C.H. Brown | [ 215 ]                 |        |
| Maior diamante do Mundo                                                                                     | Diamante Koh-i-Noor | Inglaterra              |                    | 21.6 g | [ 216 ]                 |        |
| Maior presente do Mundo                                                                                     | Estátua da Liberdade | Estados Unidos          |                    | O maior presente já oferecido no mundo foi a Estátua da Liberdade, um agrado de nada mais nada menos que 46,5m de altura e 225 toneladas.                                                                                        |                         |        |
| Maior catálogo de cartões telefônicos do Mundo                                                              | Catálogo Colnect | Estados Unidos          |                    | 253.000 | .                       |        |
| Som mais alto já ouvido                                                                                     | Erupção do vulcão Krakatoa | Ilha de Java, Indonésia | Agosto de 1883     | chegou a ser ouvida a 4 800 quilômetros de distância! | [ 219 ]                 |        |
| Corrida de Táxi Mais Cara da História                                                                       | De Londres a Cidade do Cabo |                         |                    | US$ 64.336 | [ 220 ]                 |        |
| Maior número de taças de vinho seguradas com apenas uma mão                                                 | Philip Osenton | britânico               | 2012               | 51 taças de vinho | [ 221 ]                 |        |
| Soluço mais longo já registrado                                                                             | Charles Osborne | Estados Unidos          | 1990               | 68 anos (de 1922 a 1990). | [ 222 ]                 |        |
| Discurso mais longo                                                                                         | Lluis Colet | França                  | 2009               | 124 horas entre às 10h de 12 de janeiro e às 14h de 17 de janeiro | [ 223 ]                 |        |
| Maior QI (Quociente de Inteligência) já medido                                                              | Marilyn Vos Savant | Estados Unidos          |                    | 228 pontos. Para se ter uma ideia, Einstein e Stephen Hawking atingiram 160 pontos de QI! | [ 224 ]                 |        |
| Mais tempo sem respirar                                                                                     | Karol Meyer | Brasil                  | 2009               | permaneceu por 18 minutos, 32 segundos e 69 centésimos debaixo d'água | [ 225 ]                 |        |
| Maior perda de peso em um ser humano                                                                        | Jon Brower Minnoch | Estados Unidos          |                    | Ele perdeu aproximadamente 419 kg | [ 226 ]                 |        |
| Maior vestido de noiva já usado                                                                             | Susanne Eman | Estados Unidos          | 2012               | Ela pesa 362 quilos | [ 227 ]                 |        |
| Maior salto de para-quedas, maior velocidade alcançada por um homem e maior altitude alcançada por um balão | Joseph Kittinger | Estados Unidos          | 1960               | 31300 m de altitude 988 km/h e 313000m, respectivamente |                         |        |
| Mergulho mais profundo sem uso de equipamentos                                                              | Gianluca Genoni | Itália                  | 2008               | 141m | [ 228 ]                 |        |
| Maior anúncio                                                                                               | Casa de apostas online Betfair | Áustria                 |                    | o anúncio cobriu uma área de 436.000 m² sobre os campos austríacos | [ 229 ]                 |        |
| Maior número de entrevistas concedidas em 24 horas                                                          | Integrantes da banda Fall Out Boy | Estados Unidos          | 2008               | 74 no total | [ 230 ]                 |        |
| Maior árvore de natal                                                                                       | Monte Ingino | Italia                  | 2011               | 750 metros de altura e 450 de largura. | [ 231 ]                 |        |
| Maior castelo de areia                                                                                      | Connecticut - construído por Ed Jarrett | Estados Unidos          |                    | 11,5 m de altura | [ 232 ]                 |        |
| Maior boneco de neve                                                                                        | Bethel | Estados Unidos          | 2007               | media 34,63 m de altura | [ 16 ]                  |        |
| Mais tempo sem dormir                                                                                       | Tony Wright | Estados Unidos          | 2007               | 264 horas seguidas acordado | [ 233 ]                 |        |
| Arroto mais alto                                                                                            | Paul Hunn | Reino Unido             | 2004               | 118,1 decibéis | [ 234 ]                 |        |
| Nome mais comprido do mundo                                                                                 | Brhadaranyakopanishadvivekachudamani Erreh Muñoz | México                  |                    | 36 letras | [ 235 ]                 |        |
| Nome completo mais comprido do mundo                                                                        | María de la Asunción Luisa Conzaga Guadalupe Refugio Luz Loreto Salud Altagracia Cármen Matilde Josefa Ignacia Francisca Solano Vicenta Ferrer Antonia Ramona Agustina Carlota Inocencia Federica Gabriela de Dolores de los Sagrados Corazones de Jesús y de María Saldivar y Saldivar. | México                  |                    | 38 nomes | [ 235 ]                 |        |
| Cidade com o nome mais comprido do mundo                                                                    | Taumata, nome original: Taumatawhakatangihangakoauauotamateaturipu kakapikimaungahoronukupokaiwhenuakitanatahu | Nova Zelândia           |                    | 85 letras |                         |        |
| Clube de futebol com o nome mais comprido do mundo                                                          | Clwb Pel Droed Llanfairpwllgwyngyllgogerychwyrndrobwllllantysiliogogogoch Football Club | País de Gales           |                    | | [ 236 ]                 |        |
| Mais tempo no espaço                                                                                        | Sergei Krikalev | Rússia                  |                    | 803 dias 9 horas e 39 minutos. | [ 237 ]                 |        |
| Mais tempo sem dormir                                                                                       | Randy Gardner | Estados Unidos          |                    | 11 dias (264 horas) | [ 238 ]                 |        |
| Maiores seios da história                                                                                   | Chelsea Charms | Estados Unidos          |                    | 25 kg e têm 1,70 m de circunferência | [ 239 ]                 |        |
| Maior número de parceiros sexuais de uma só vez                                                             | Sabrina Johnson | Estados Unidos          |                    | 2.000 homens | [ 240 ]                 |        |
| Virgem mais velha                                                                                           | Clara Meadmore | Reino Unido             | Atualizado em 2010 | 105 anos | [ 241 ]                 |        |
| Maior distância percorrida a nado com os pés e mãos amarrados no mundo                                      | Sun Yongding | China                   | 2009               | 1 800 m | [ 242 ]                 |        |
| Maior peixe pescado com vara no mundo                                                                       | tubarão-branco, pescado por Alf Dean | Estados Unidos          | 1959               | 1 208 quilos, e 5,13 metros de comprimento | [ 243 ]                 |        |
| Maior peixe de água doce pescado com vara no mundo                                                          | bagre-gigante, pescado por vários moradores da cidade de Chiang Khong | Tailândia               | 2005               | 292 quilos e 2,75 metros de comprimento. | [ 243 ]                 |        |
| Maior poliglota do mundo                                                                                    | Ziah Youssef Fazah | Brasil                  | 1998               | 58 línguas | [ 244 ]                 |        |
| Homem com o maior número de recordes no mundo                                                               | Ashrita Furman | Estados Unidos          | 2009               | Ashrita já quebrou mais de 259 recordes oficiais, segundo o Guinness. Ao deter 100 recordes, ele quebrou mais um recorde (Homem com maior número de recordes - 100). Atualmente, detém 98 recordes. O segundo colocado detém 20. | [ 245 ] [ 246 ] [ 247 ] |        |
| Mais Espadas Engolidas Simultaneamente                                                                      | Natasha Veruschka | Estados Unidos          |                    | 13 espadas de uma só vez |                         |        |
| Maior Espada Engolida                                                                                       | Natasha Veruschka | Estados Unidos          |                    | 58 cm |                         |        |
| Maior número de balões inflados com o nariz em uma hora                                                     | Andrew Dahl | Estados Unidos          |                    | 308 balões |                         |        |
| Maior número de balões inflados com o nariz em 3 minutos                                                    | Andrew Dahl | Estados Unidos          |                    | 23 balões |                         |        |
| Recorde mundial de baliza                                                                                   | Zhang Hua | China                   | 2012               | estacionou em uma vaga 24 centímetros maior que o veículo | [ 248 ]                 |        |
| Mais longa viagem de um avião de papel                                                                      | John Collins (designer do aviãozinho). O aviãozinho foi arremessado por Joe Ayoob | Estados Unidos          | 2012               | 68 metros | [ 249 ]                 |        |
| Domínio (internet) mais longo do mundo                                                                      | www.llanfairpwllgwyngyllgoge rychwyrndrobwllllantysiliogogogoch.co.uk | Reino Unido             |                    | | [ 250 ]                 |        |
| Alfabeto com mais letras no mundo                                                                           | Alfabeto Cambojano | Camboja                 |                    | 77 letras | [ 251 ]                 |        |
| Alfabeto com menos letras no mundo                                                                          | Rotokas | Papua-Nova Guiné        |                    | 12 letras | [ 251 ]                 |        |